# T-80
T-80 là xe tăng chiến đấu chủ lực do Liên Xô thiết kế và chế tạo, được đưa vào sử dụng năm 1976. Nó là một bản nâng cấp của dòng tăng tiền nhiệm T-64, nhưng trái với T-64, T-80 được sản xuất với số lượng lớn hơn và sau năm 1990 thì xuất hiện nhiều biến thể xuất khẩu và nâng cấp khác nhau. Vì vậy nó xuất hiện ở nhiều quốc gia ngoài Liên Xô: đảo Síp, Pakistan, Hàn Quốc... Chỉ huy nhóm thiết kế là kỹ sư Nikolay Popov, phần tháp xe được thiết kế tại Cục Thiết kế Morozov ở Kharkov (cũng là đơn vị đã thiết kế T-64, phần thân xe được thiết kế tại Nhà máy Bolshevik số 232 ở Omsk.

## Thông số kỹ thuật
- Loại: Xe tăng chiến đấu chủ lực (MBT).
- Nước sản xuất:  Liên Xô
 Nga  Ukraina
- Năm phục vụ: 1976 – nay.
- Nặng:
  - 46 tấn (T-80, T-80UD).
  - 49,1 tấn (T-80B).
  - 43,7 tấn (T-80BV).
  - 51,9 tấn (T-80A).
  - 50,7 tấn (T-80U).
- Dài (tính cả nòng pháo):
  - 7 m (T-80).
  - 6,98 m (T-80B).
  - 7,01 m (T-80U).
  - 7.085 m (T-80UD).
- Rộng:
  - 3,58 m (T-80B).
  - 3,60 m (T-80U, T-80).
  - 3,56 m (T-80UD).
- Cao:
  - 2,22 m (T-80B).
  - 2,20 m (T-80U, T-80).
  - 2,74 m (T-80UD).
- Tổ lái: 3 người (trưởng xe, lái xe, pháo thủ).
- Giáp trụ: Thép RHA + composite + gạch ERA Kontakt-1 (T-80BV, T-80BVK), Kontakt-5 (T-80U) hoặc Relikt (T-80BVM).
- Vũ khí chính:
  - Pháo nòng trơn 125 mm 2A46-1 (T-80).
  - Pháo nòng trơn 125 mm 2A46-2 (T-80B).
  - Pháo nòng trơn 125 mm 2A46M-1 (D-81TM "Rapira-3") (T-80A, T-80U).
  - Pháo nòng trơn 125 mm KBA3 (T-80UD).
- Vũ khí phụ:
  - Đại liên đồng trục 7,62 mm PKT (1250 viên).
  - Đại liên đồng trục 7,62 mm PKT KT-7.62 (1250 viên) (T-80UD)
  - Đại liên phòng không 12,7 mm NSVT (500 viên).
  - Đại liên phòng không 12,7 mm KT-12.7 (450 viên) (T-80UD).
  - Các loại tên lửa chống tăng 9M112 Kobra (AT-8 Songster) (T-80, T-80B); 9M119 Svir (AT-11 Sniper) và 9M119M Refleks (AT-11B Sniper) (T-80U).
- Động cơ: các loại động cơ turbine khí đa nhiên liệu:
  - GTD-1000T 1.000 mã lực (746 kW) (T-80, T-80B, T-80BK).
  - GTD-1000TF 1.100 mã lực (820 kW) (T-80B, T-80BK; đến năm 1980 thì trang bị cho T-80BV, T-80BVK).
  - GTD-1000M 1.200 mã lực (895 kW) (T-80A).
  - GTD-1000F 1.100 mã lực (820 kW) (T-80U).
  - GTD-1250 1.250 mã lực (932 kW) (T-80U, dùng từ năm 1992).

Riêng T-80UD dùng động cơ diesel 6TD 1.006 mã lực (750 kW), 2 kỳ, 6 xilanh, đa nhiên liệu, làm mát bằng chất lỏng.
- Hệ thống giảm xóc: Bánh xích.
- Sức kéo:
  - 21,7 mã lực/tấn (16,2 kW/tấn) (T-80).
  - 20,4 mã lực/tấn (15,2 kW/tấn) and 22,4 mã lực/tấn (16,7 kW/tấn) (kể từ năm 1980, T-80B).
  - 25,2 mã lực/tấn (18,8 kW/tấn) (T-80BV).
  - 26,5 mã lực/tấn (19,8 kW/tấn) (T-80A).
  - 24,7 mã lực/tấn (18,4 kW/tấn) (T-80U).
- Tầm hoạt động:
  - 335 km, 600 km với thùng nhiên liệu phụ (đường nhựa) (T-80).
  - 370 km, 500 km với thùng nhiên liệu phụ (đường nhựa) (T-80B).
  - 500 km, 900 km với thùng nhiên liệu phụ (đường nhựa) (T-80U).
  - 580 km (đường nhựa) 450 km (đường gồ ghề) (T-80UD).
- Tốc độ:
  - 70 km/h (đường nhựa), 48 km/h (đường gồ ghề) (T-80).
  - 70 km/h (đường nhựa), 40 km/h (đường gồ ghề) (T-80B, T-80U).
  - 65 km/h (đường nhựa), 45 km/h (đường gồ ghề) (T-80UD).

## Lịch sử sản xuất
Sự ra đời của T-80 có liên quan tới quá trình đưa động cơ turbine khí vào sử dụng trong Binh chủng Tăng - Thiết giáp Liên Xô. Chúng ta được biết T-80 là loại xe tăng chủ lực đầu tiên của Liên Xô dùng động cơ turbine khí. Nhưng kế hoạch chế tạo xe tăng dùng động cơ loại này đã có từ năm 1949, thiết kế bởi kỹ sư nhà máy Kirov tên là A. Ch. Stariostienko. Có điều, chất lượng của động cơ turbine khí lúc đó lại quá kém do trình độ luyện kim thời đó chưa đáp ứng được, rồi kết cục dự án bị dừng lại. Nhưng năm 1955, cũng tại nhà máy Kirov, hai động cơ mẫu công suất 1.000 mã lực đã được chế tạo thành công dưới sự chỉ đạo của G. A. Oglobin. Đến năm 1957 thì đội thiết kế xe tăng của kỹ sư nổi tiếng Z. J. Kotin lại cho ra đời hai mẫu tăng dùng động cơ turbine khí tên là Obyekt 278 (Dự án 278) dựa trên các mẫu xe tăng hạng nặng IS-7 và T-10. Động cơ mới đã nâng tốc độ xe lên 57,3 km/h nhưng xe chỉ chạy được 300 km do bình xăng nhỏ (1950 lít). Obyekt 178 sau đó bị đình chỉ và được xem như mẫu thử nghiệm. Năm 1963, ở nhà máy Uralvagonzavod, nhóm của L. N. Kratsev thiết kế mẫu Obyekt 167 động cơ tuốc bin khí GTD-3T 801 mã lực.

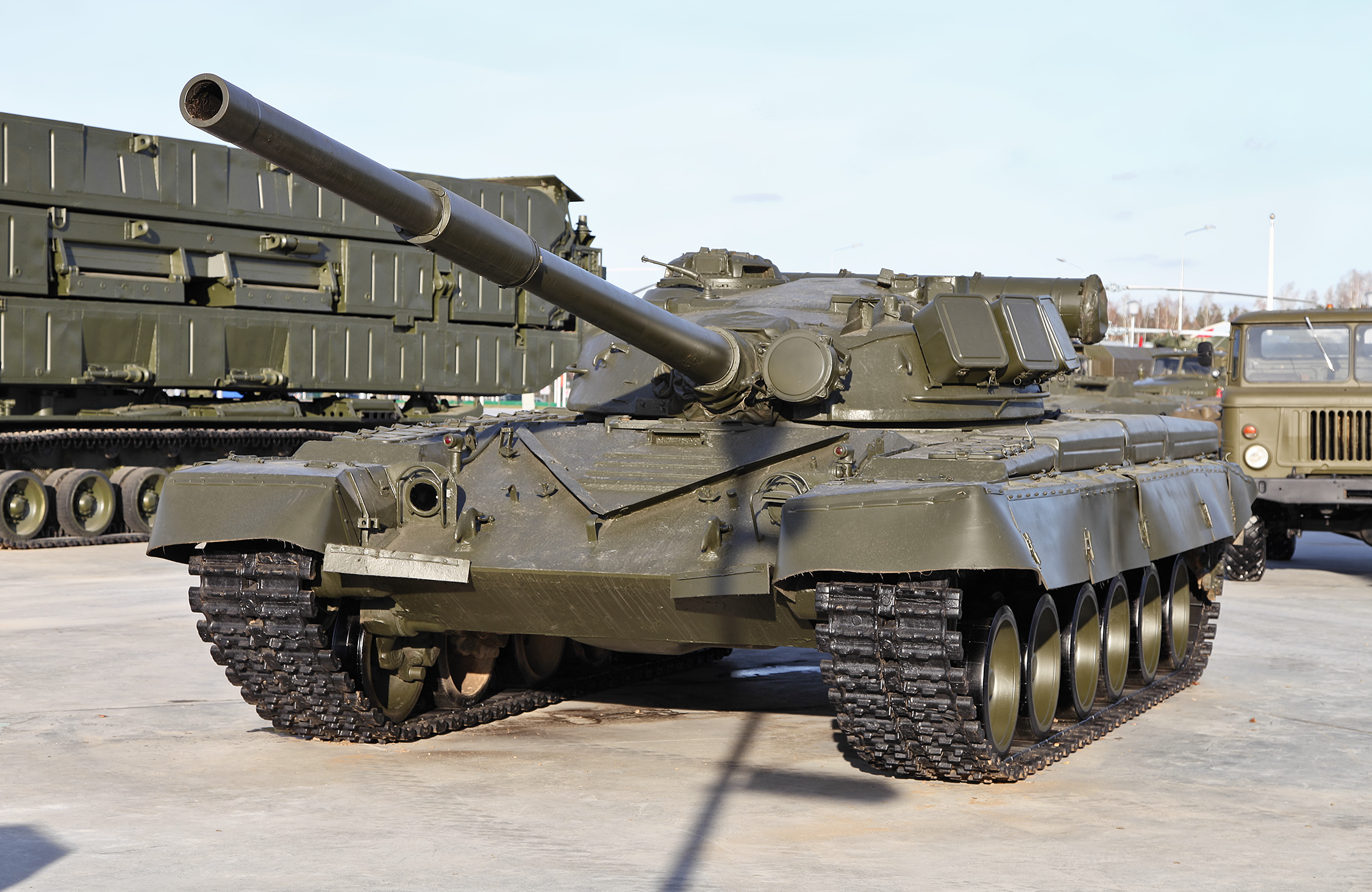
Phiên bản T-80 đầu tiên, ra mắt năm 1976

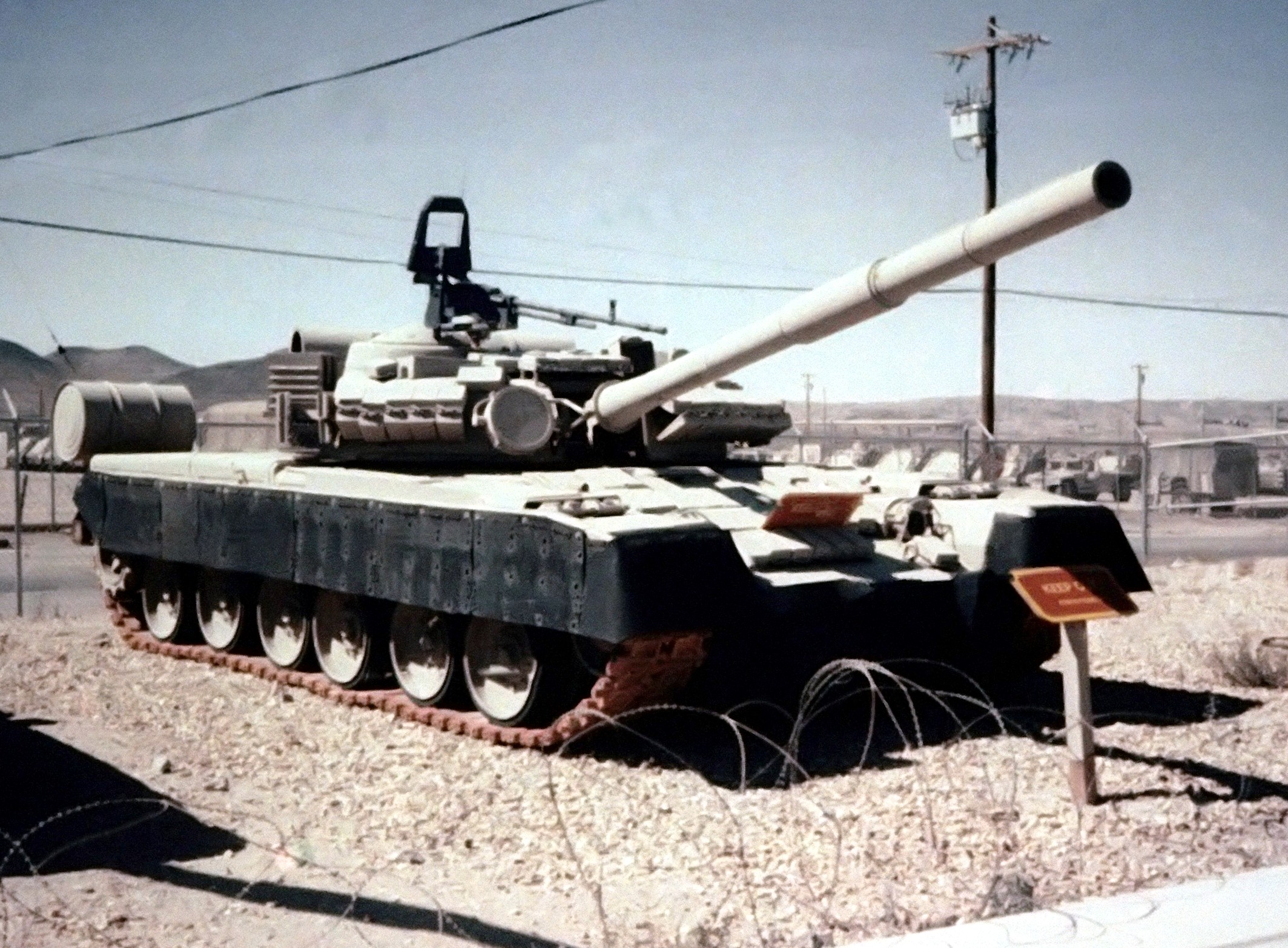
Phiên bản T-80BV trưng bày năm 1991

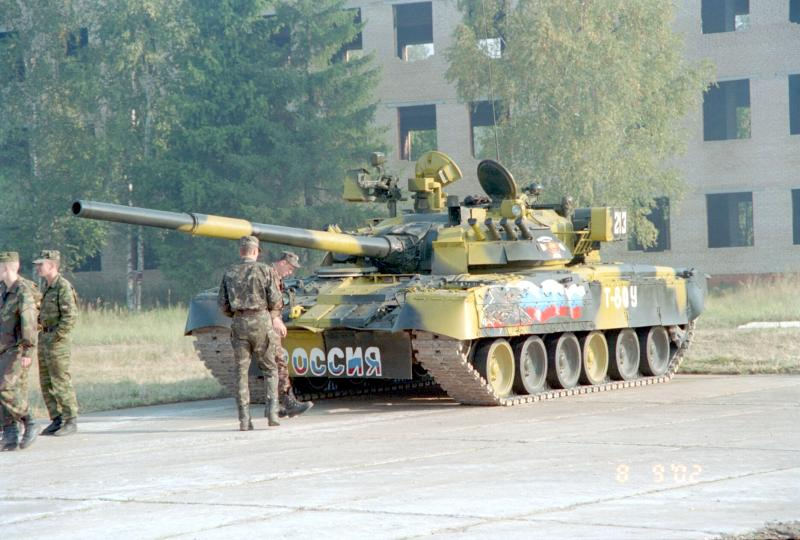
Phiên bản T-80U năm 2002

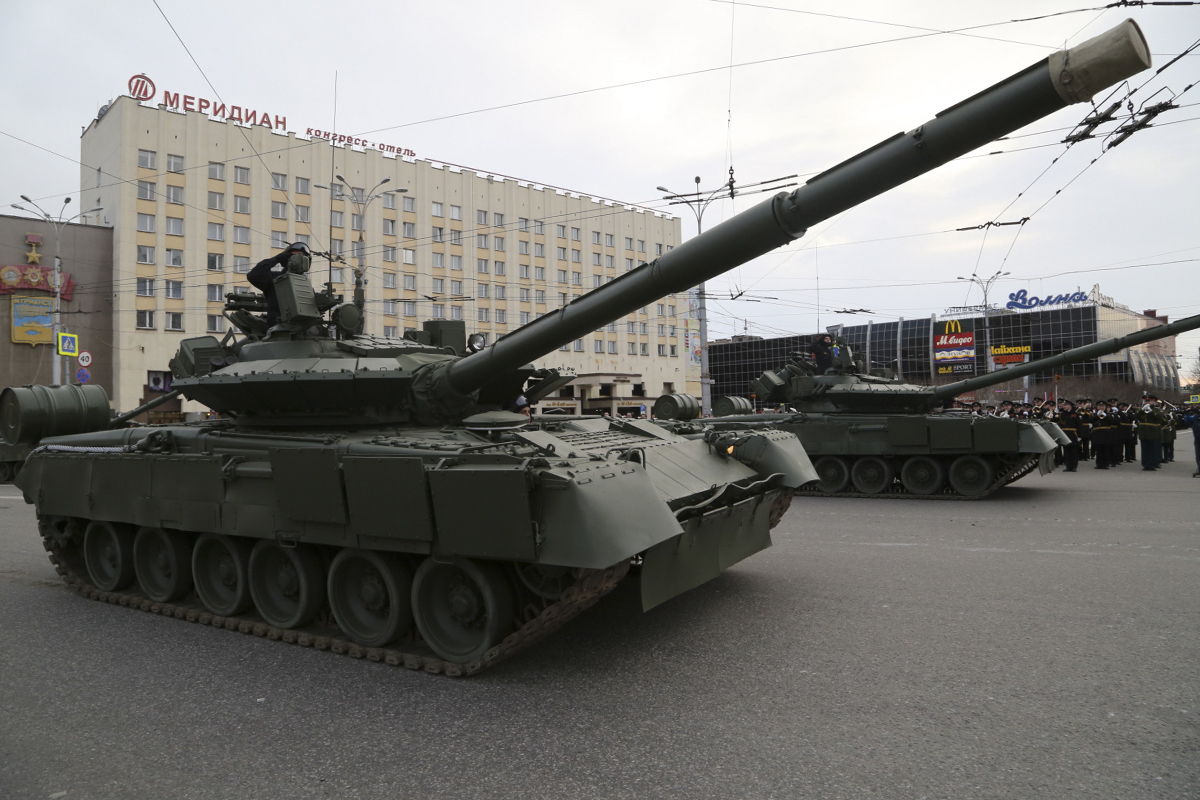
Phiên bản T-80BVM năm 2018

Khi T-64 đã thay thế vai trò của xe tăng hạng nặng như IS-7 và T-10 thì người ta cũng thử sản xuất những mẫu T-64 mới mang động cơ tuốc bin khí. Cùng năm 1963, tại cục thiết kế Morozov, mẫu T-64T thử nghiệm dùng động cơ GTD-3TL 700 mã lực được sản xuất đồng thời với T-64 dùng động cơ diesel truyền thống. T-64T được thử nghiệm cho đến năm 1965. Năm sau mẫu xe tăng bắn tên lửa chống tăng Obyekt 288 ra đời, mang 2 động cơ GTD-350 với tổng công suất 691 mã lực. Tuy nhiên, ngay sau đó người ta nhận ra rằng hệ thống 2 động cơ cũng không tốt hơn hệ 1 động cơ, nhất là những động cơ được sản xuất tại nhà máy Kirov KB-3 (LKZ) hay WNII Transmash kế từ năm 1968 trở đi. Thí dụ như mẫu T-64T "Obyekt 291 SP1" (1969) do nhà máy LKZ chế tạo trang bị động cơ GTD-1000T công suất tới 1.000 mã lực. Đến đây thì một vấn đề mới phát sinh: hệ thống bánh xích cũ không còn phù hợp với các loại động cơ mới công suất cực lớn và việc xe tăng Liên Xô càng ngày càng nặng. Thế là, cùng năm, mẫu T-64 "Obyekt 291 SP2" ra đời với đĩa bánh xích truyền động (drive sprocket) to hơn, thêm trục lăn hồi chuyển (return roller) và số bánh xích tăng từ 4 lên 5 cặp. Cấu trúc tháp pháo, pháo chính 2A46 125mm, hệ thống nạp đạn tự động, nơi chứa đạn và một số trang bị khác được thiết kế giống T-64A. Obyekt 291 SP2 được LKZ liên tục cải tiến suốt bảy năm sau đó, rồi cuối cùng chính thức đi vào hoạt động dưới cái tên T-80.
Như vậy, rõ ràng T-80 là một hậu duệ trang bị động cơ turbine khí của T-64, nên dĩ nhiên nó mang những tính năng đặc trưng của dòng họ mình. Có một điều thú vị là nhiều chuyên gia quân sự, nhất là phương Tây hay lầm lẫn giữa T-64, T-80 với một loại xe tăng chủ lực nổi tiếng khác của Liên Xô: T-72. Có sự nhầm lẫn này vì các xe tăng Liên Xô từ T-62 trở đi thường có vẻ ngoài hao hao như nhau. Đặc biệt bộ ba T-64, T-72, T-80 nếu không quan sát kỹ thì cứ tưởng là cùng một loại xe (mặc dù T-64 ngắn hơn T-80 chừng 90 cm), các mẫu nâng cấp về sau lại càng khó nhận biết. Nhưng thực chất là hai dòng này khác nhau hoàn toàn. Chúng chỉ giống nhau vẻ bề ngoài mà thôi.
- T-80 là hậu duệ trực tiếp của T-64, còn T-72 là bản nâng cấp của T-62 cộng thêm một số trang thiết bị của T-64. Vì vậy cấu trúc bên trong của T-72 khác biệt rõ rệt so với T-64 và T-80. Nhìn chung, T-80 có hệ thống điều khiển hỏa lực, kính ngắm ban đêm... hiện đại hơn hẳn so với T-72.
- T-80 và T-64 chỉ được sản xuất hạn chế, hiếm khi xuất khẩu, thường được trang bị cho những đơn vị đặc biệt tinh nhuệ của Quân đội Liên Xô và chỉ đóng ở những khu vực xung yếu của các nước thuộc Khối Warszawa (như Đông Đức, Hungary). T-72 thì được sản xuất đại trà, đóng vai trò như xương sống của Binh chủng Tăng - Thiết giáp Liên Xô cùng nhiều quốc gia khác. Vì vậy T-80 và T-64 tuy mạnh hơn nhưng đắt hơn, phức tạp hơn, khó sản xuất, khó sửa chữa và bảo dưỡng hơn T-72.
- T-72 cùng hậu duệ của nó là T-90 được sản xuất tại nhà máy Uralvagonzavod tại Nizhny Tagil, còn T-64 và T-80 được thiết kể bởi cục SKB-2 tại nhà máy Kirov ở Leningrad (LKZ), về sau chuyển giao cho cục Omsk Transmash ở Siberia.

Do các tính năng mới ưu việt của nó, T-80 xứng đáng là người viết tiếp những huyền thoại về T-64. Thật vậy, trong suốt hơn một phần tư thế kỷ tồn tại, T-80 cùng với T-64, T-72 và T-90 là những xe tăng chủ lực của Quân đội Liên Xô và Quân đội Nga sau này. Tất nhiên, để đổi lấy tính năng cao cấp, giá thành của T-80 khá đắt: phiên bản T-80 đời  (Model 1976) đã tốn chi phí 480.000 rúp (trong khi T-64A chỉ 143.000 rúp), còn phiên bản cải tiến T-80U (năm 1986) tốn tới 824.000 rúp (~800-900 nghìn USD theo tỷ giá thời đó), trong khi T-72B chỉ có giá 280.000 rúp.
Tuy nhiên, mức giá đắt của T-80 là khi so sánh với các loại xe tăng khác của Liên Xô. So với các loại xe tăng chủ lực của phương Tây thì giá của T-80 vẫn khá rẻ. Ví dụ như xe tăng M60A3 Patton của Mỹ có giá tới 1,69 triệu USD (thời giá 1985).
Tới đầu thế kỷ 21, dù được liên tục cải tiến và nâng cấp, T-80 và T-72 vẫn dần dần trở nên lạc hậu trong khi T-90 chỉ là giải pháp tình thế (mặc dù là giải pháp tình thế rất hiệu quả). Hiện tại, giới quân sự Nga đã từ bỏ việc phát triển tiếp thế hệ mới của dòng T-80 bởi các lý do sau:
- Nhà máy Morozov chế tạo T-80 hiện nay nằm ở Ukraine (thực ra nhà máy ở Ukraine sản xuất là phiên bản T-80UD sử dụng động cơ diesel, còn các phiên bản T-80 dùng động cơ turbine khí được sản xuất tại nhà máy ở Nga nên điều này không ảnh hưởng nhiều).
- Do tình hình thế giới đã thay đổi, đối thủ chủ yếu của các xe tăng Nga hiện nay không phải là các binh đoàn thiết giáp địch, mà là các đơn vị du kích mang súng và tên lửa chống tăng. Trong kiểu tác chiến này, dòng xe tăng đắt đỏ chuyên về đấu tăng như T-80 sẽ không có dịp phát huy ưu điểm, trong khi nhược điểm thì lại bộc lộ rõ. Trong 2 cuộc chiến tranh ở Chechnya giai đoạn 1994 - 2001, các mẫu tăng T-80B, T-80BV và T-80U bị phàn nàn là phức tạp và khó bảo dưỡng hơn T-72, động cơ tốn nhiều nhiên liệu, trong khi ưu điểm của T-80 là khả năng đấu tăng mạnh (tốc độ nhanh, độ cơ động cao, giáp dày, hỏa lực mạnh, hệ thống điều khiển hỏa lực hiện đại) thì lại không cần tới vì đối thủ gần như chẳng có chiếc xe tăng nào. Thay vào đó, Nga tập trung nâng cấp và hiện đại hóa những xe hiện có lên các phiên bản hiện đại (ví dụ như T-80BVM, T-80UM1 và T-80UM2).

Thêm nữa, T-90 mặc dù là giải pháp tình thế nhưng đã tỏ ra hiệu quả hơn, nó đã được trang bị rộng rãi cho Quân đội Nga và được nhiều nước ưa chuộng. Nhu cầu trong nước về T-80 giảm nhanh chóng trong khoảng thời gian gần đây khiến cục Omsk Transmash, nơi sản xuất T-80 gặp rất nhiều khó khăn. Vì vậy, không ngạc nhiên khi Omsk đang cố gắng hướng tới những khách hàng ngoại quốc tiềm năng hơn, dẫn tới việc là T-80 đang dần được sản xuất theo hướng chủ yếu là xuất khẩu (một điều thú vị là việc này lại trái với truyền thống xưa nay của T-64 và T-80: xe tăng chiến đấu chủ lực cao cấp sản xuất và trang bị trong nước, không xuất khẩu).

### T-80UD "Beryoza"
Song song với T-80U, năm 1985 cục Morozov ở Ukraine cũng cho ra đời mẫu T-80UD dùng động cơ diesel 6 xilanh 6TD-1 1.006 mã lực. Mặc dù công suất thấp hơn động cơ turbine khí nhưng hiệu suất cao hơn, đảm bảo hành quân tốt trên những chặng đường dài. Động cơ có thể chịu nóng tới 55°C và vẫn hoạt động tốt khi xe lặn sâu 1,8m. Mẫu xe tăng mới này mang tên T-80UD Beryoza (có nghĩa là cây bulô). T-80UD giống như T-80U, nhưng khoang động cơ, ống thải khói và vị trí sắp xếp đồ vật ở tháp pháo có thiết kế khác. Khác với T-80U, T-80UD vẫn dùng khẩu súng máy phòng không điều khiển từ xa của xa trưởng.
T-80UD được sản xuất chủ yếu ở nhà máy Malyshev trên đường phố Morozov thuộc tỉnh Kharkov. Trong giai đoạn 1987 - 1991, có 500 chiếc T-80UD được chế tạo, trong đó đến 300 chiếc phục vụ trong Quân đội Ukraine – nơi nó ra đời – sau khi Liên Xô tan rã. Vì vậy hình ảnh T-80UD thường gắn liền với Ukraine. Tuy nhiên, Nga lại chia sẻ bản quyền của T-80UD, thế là việc hợp đồng bán 320 chiếc T-80UD cho Pakistan bị đình trệ giữa chừng do Nga từ chối cung cấp tháp pháo cùng nhiều chi tiết khác cho Ukraine. Ukraina buộc phải tự phát triển các mẫu T-80UD 100% trong nước để có thể tự do bán "Cây bulô" của mình. Đó cũng là lý do ra đời của T-84.

### T-80UM2
Phiên bản mới nhất của T-80U đang được phát triển là loại T-80UM2 hay Black Eagle, nhằm mục đích có khả năng chống lại các mục tiêu khi đang dừng hay đang chuyển động. Nó có tháp pháo thép đúc liền với giáp phản ứng nổ ở trước thân và quanh tháp pháo, một hệ thống nạp đạn tự động và vị trí xếp đạn dược được dời ra khung tháp pháo để tăng tỷ lệ sống sót. Các cải tiến khác gồm một hệ thống kiểm soát bắn computer, kính ngắm ảnh nhiệt cho chỉ huy và pháo thủ cùng hệ thống ăngten phòng vệ chủ động.
Cùng với việc tìm kiếm khách hàng ngoại quốc, Omsk Transmash đang cố gắng lấy lại lòng tin của Quân đội Nga bằng những mẫu tăng mới hiện đại. Rất có thể T-80 sẽ lại tung hoành trên lãnh thổ Nga, nhưng xét đến tình hình của Omsk Transmash hiện nay, việc T-80UM2 được xuất khẩu cũng không nằm ngoài dự đoán.

## Thông tin kỹ thuật

### Vũ khí
T-80 được trang bị 6 tên lửa điều khiển chống tăng: T-80B dùng hỏa tiễn chống tăng 9K112 Korba (NATO gọi là AT-8 Songster) của T-64. Tên lửa được bắn qua nòng pháo, có thể tiêu diệt mục tiêu từ cự ly xa 4.000 mét (trong khi cự ly hiệu quả của đạn pháo tăng thông thường chỉ khoảng 3.000 mét), cho phép T-80 tiêu diệt xe tăng địch trước khi chúng có thể bắn trả. 9K112 Kobra cũng có thể tiêu diệt được trực thăng địch (nếu nó đang bay chậm và ở độ cao thấp).
Đến T-80U thì dùng loại tên lửa mới là 9M119 Svir (NATO: AT-11 Sniper) hoặc 9M119M Refleks (NATO: AT-11B Sniper). Tầm hoạt động của tên lửa từ 100 đến 5.000 mét. Hệ thống được thiết kế để chống lại các xe tăng có trang bị ERA (giáp phản ứng nổ) cũng như các mục tiêu bay chậm và thấp như máy bay trực thăng, trong phạm vi lên đến 5 km. Hệ thống tên lửa bắn ra cả hai loại tên lửa 9M119 hay 9M119M, có hướng dẫn bán tự động bằng chùm laser. Tổ hợp 9M119 đảm bảo bắn mục tiêu đứng yên và di chuyển với tốc độ 70 km/h trên các cự ly từ 100 đến 5.000 mét khi xe tăng di chuyển với tốc độ là 30 km/h. Đây là ưu điểm khác biệt so với tổ hợp 9K112 Kobra, vốn chỉ có thể bắn khi xe đứng yên tại vị trí cố định.
T-80 sử dụng các phiên bản của khẩu pháo chính 125 mm nòng trơn 2A46 cùng với một hệ thống nạp đạn tự động (giống như "mốt" của dòng họ T trong nửa cuối thế kỷ 20) với ống bọc cách nhiệt bên ngoài, có thể bắn từ 6 đến 8 viên/phút. Nạp đạn thủy cơ học với băng đạn 28 viên. Trong xe có 45 viên đạn. Súng chính bắn đạn liều rời đặt trong vỏ chống bắt lửa. Đạn trang bị cho xe tăng là APFSDS, HEAT (High Explosive Anti-Tank) và HE-FRAG (High Explosive-Fragmentation). 
Ngoài pháo chính, T-80 được trang bị một đại liên đồng trục PKT 7,62 mm và đại liên phòng không NSVT 12,7 mm điều khiển từ trong vị trí chỉ huy của xa trưởng. Ngoài ra còn đại liên đồng trục PKT KT-7.62 7,62 mm và đại liên phòng không KT-12.7 12,7 mm dành cho T-80UD.
Các phiên bản T-80 hiện đại hoá vào thập niên 2020 (như T-80BVM) còn có thể kết nối thông tin với UAV trinh sát để cung cấp toạ độ mục tiêu ngoài tầm nhìn. Với sự hỗ trợ về tọa độ mục tiêu của UAV, xe T-80 có thể tăng cự ly tiêu diệt nhờ bắn pháo theo quỹ đạo hình vòng cung giống như các loại lựu pháo, thay vì chỉ bắn thẳng như xe tăng đời cũ. Tháng 6/2023, Bộ Quốc phòng Nga công bố video cho thấy T-80BVM đã  bắn pháo trúng xe bọc thép Bradley của Ukraine trên mặt trận Kupyansk từ khoảng cách 9,5 km, lập kỷ lục cự ly tiêu diệt mục tiêu trong thực chiến của xe tăng trên thế giới.

### Giáp trụ và hệ thống bảo vệ
Giáp trụ của T-80 thay đổi tùy theo phiên bản, các phiên bản hiện đại hóa có giáp dày hơn những phiên bản cũ. Nhưng nhìn chung, T-80 có hệ thống giáp bảo vệ tốt hơn so với T-64 nhờ sử dụng giáp dày hơn, phẩm chất tốt hơn và thừa hưởng những đặc tính tốt từ T-64.
Kế tục T-64, T-80 cũng dùng giáp composite. Lớp composite của T-80 dày hơn, có các lớp thép đúc + sợi thủy tinh và lớp thép đúc + phi kim. T-80B thì dùng giáp composite K với lớp gốm. Đến T-80U thì có thêm có váy bảo vệ với những tấm cao su chống mìn. Váy trước bọc giáp và dùng vỏ bọc hút sóng radar. Có 5 ống phóng lựu đạn khói nằm ở bên phải tháp pháo và bảy cái bên trái.

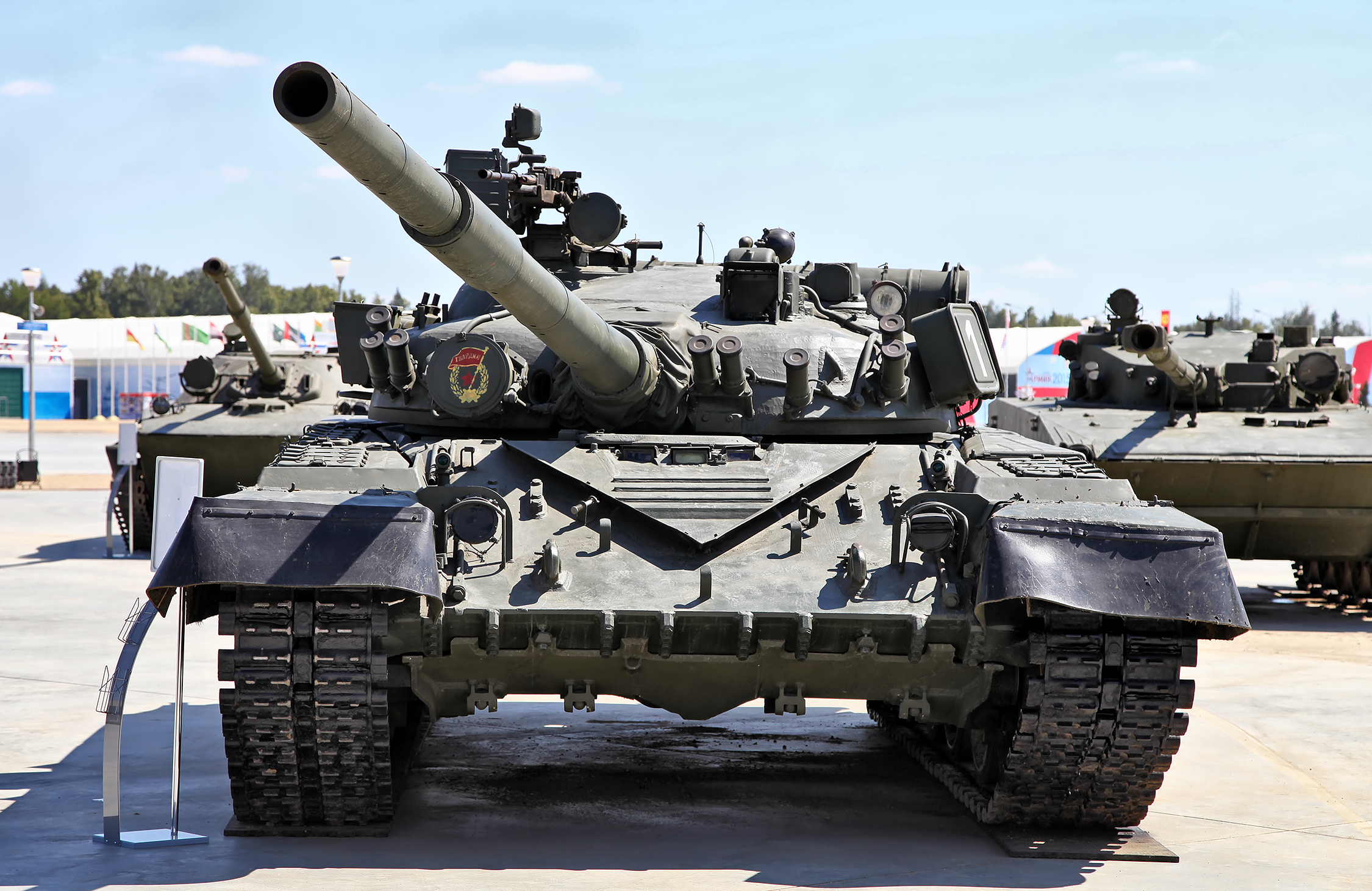
Xe tăng T-80B

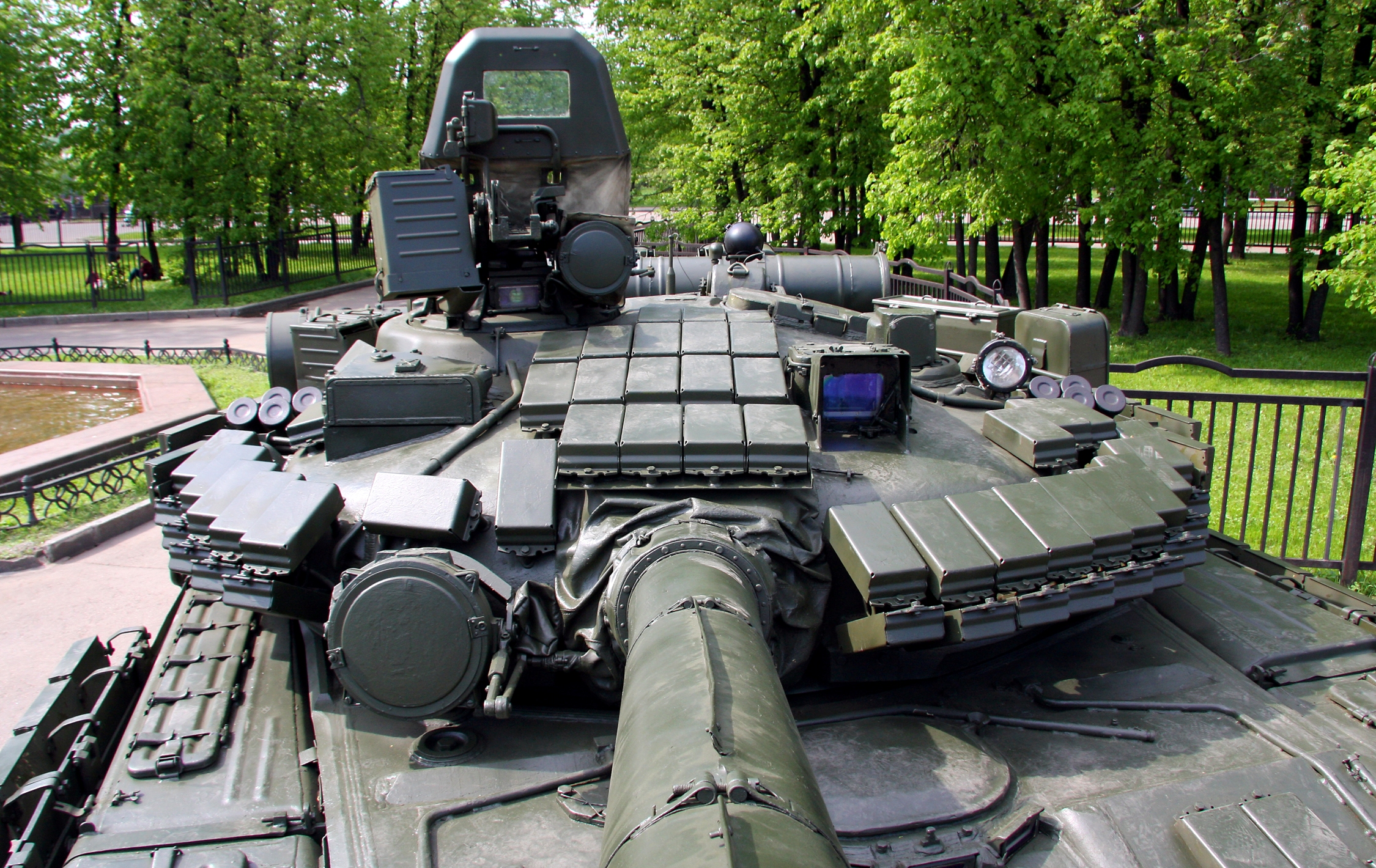
Tháp pháo của T-80BV với giáp phản ứng nổ thế hệ 1 Kontakt-1

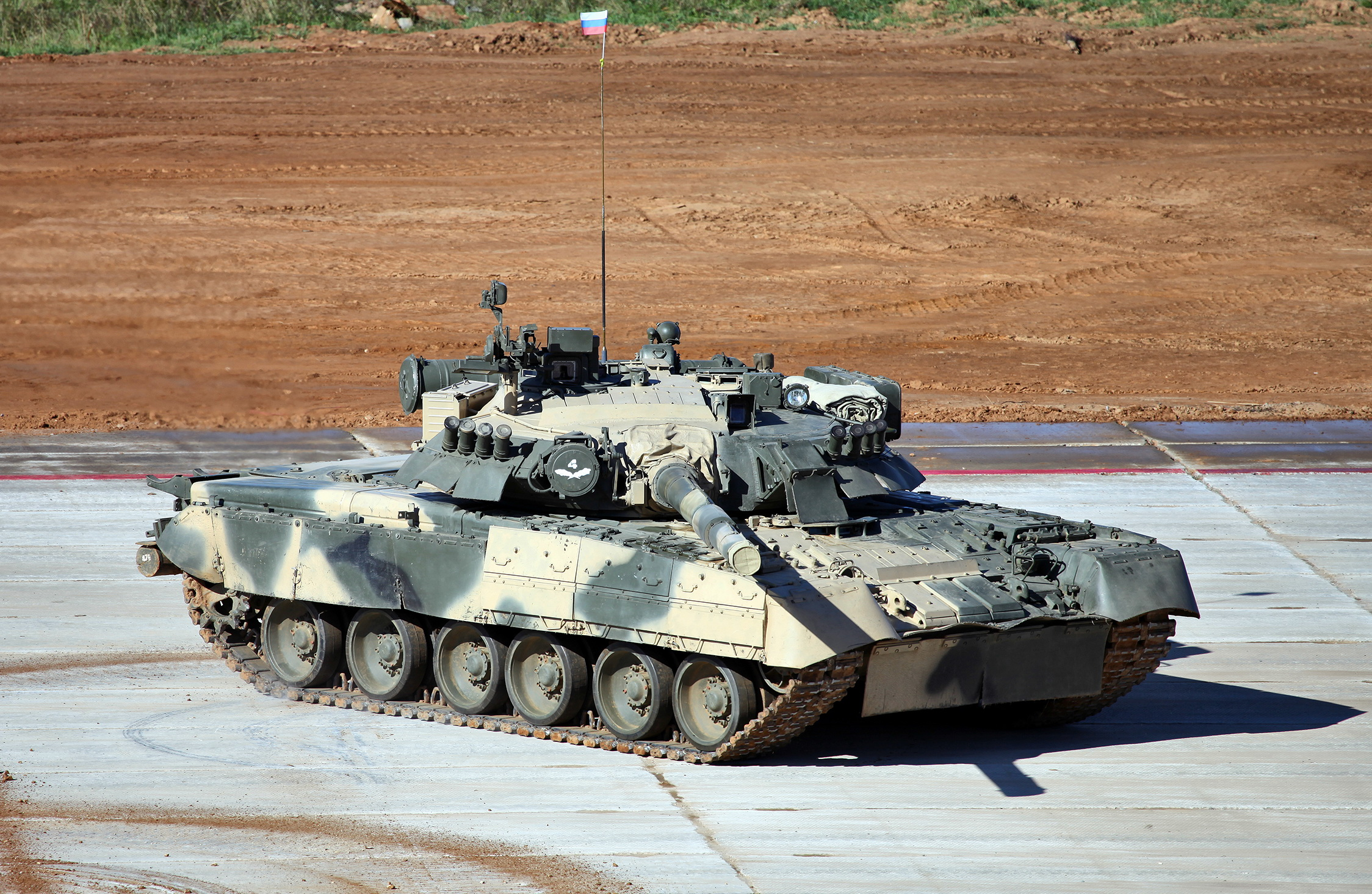
Xe tăng T-80U với giáp phản ứng nổ thế hệ 2 Kontakt-5

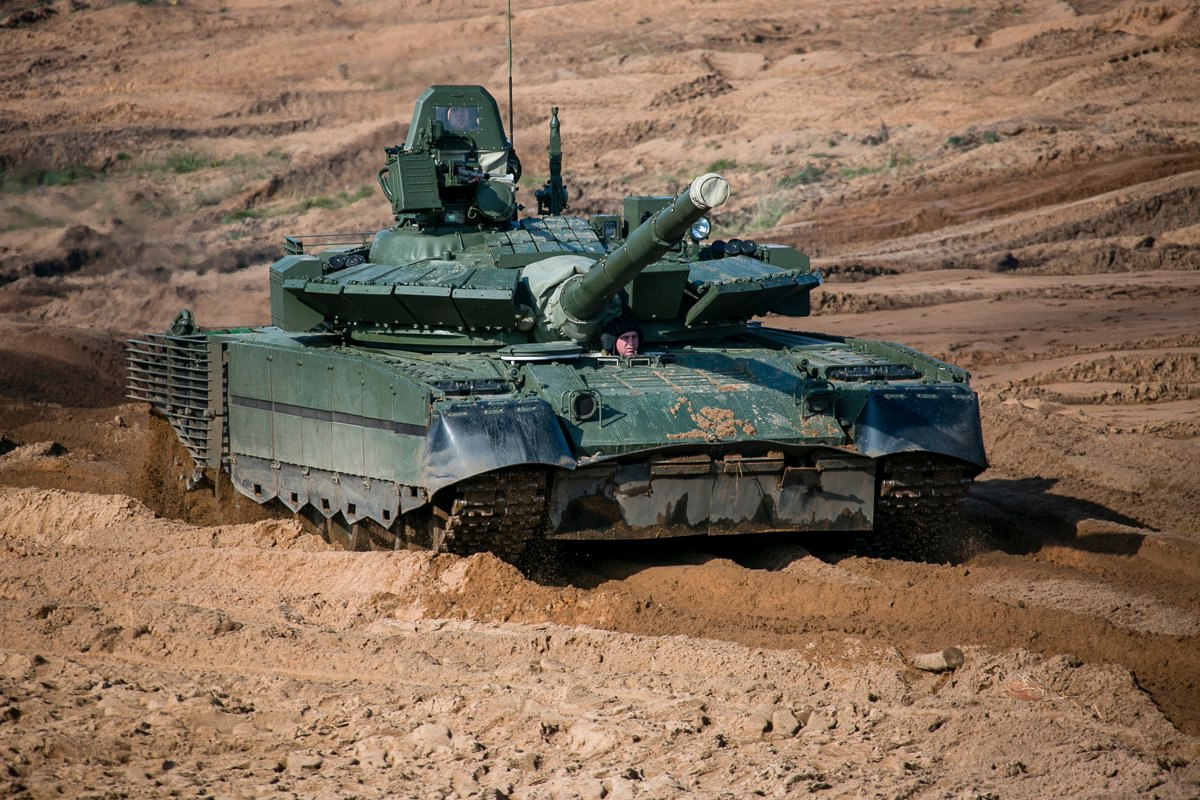
Xe tăng T-80BVM với giáp phản ứng nổ thế hệ 3 Relikt

Độ dày lớp giáp quy đổi của T-80 là khoảng 500mm thép RHA ở trước tháp pháo và khoảng 450mm thép RHA ở mặt trước thân xe, có thể chống đạn 105 mm. Độ dày lớp giáp của T-80B/T-80U cao hơn như vậy một chút.
Từ giữa thập niên 1980, hai biến thể nâng cấp của dòng T-80B là T-80BV và T-80BVK có thêm hệ thống hỗn hợp bảo vệ với loại giáp phản ứng nổ (gạch ERA) thế hệ 1 là Kontakt-1. Loại Kontakt-1 có tác dụng làm giảm tới 50% sức xuyên phá của đạn nổ lõm chống tăng, tức là khi trang bị loại giáp này thì khả năng chống chịu của xe tăng khi bị trúng đạn nổ lõm sẽ tăng lên gấp đôi. Trong cuộc Chiến tranh Chechnya lần thứ nhất năm 1994, có 1 chiếc xe tăng T-80BV số hiệu 171 của Tiểu đoàn Xe tăng Cận vệ 133 đã bị trúng tới 18 quả đạn súng chống tăng mà vẫn không bị phá hủy nhờ được giáp phản ứng nổ Kontakt-1 bảo vệ.
Còn biến thể cải tiến T-80U dùng loại giáp phản ứng nổ thế hệ 2 là Kontakt-5. Kontakt-5 có khả năng giảm 50% sức xuyên phá của đạn nổ lõm và giảm 25% độ xuyên phá của đạn xuyên giáp động năng APFSDS. Phiên bản T-80U khi được trang bị giáp Kontakt-5 sẽ đạt độ dày bảo vệ tương đương 780mm thép cán tiêu chuẩn ở mặt trước tháp pháo khi chống đạn APFSDS hoặc đạt 1.300mm thép khi chống đạn nổ lõm. Trong suốt thập niên 1990-2000, các chỉ số này là không thể xuyên phá bởi các loại đạn pháo cỡ 120mm của M1 Abrams, Leopard 2 hoặc Leclerc (các loại xe tăng chủ lực của phương Tây giai đoạn 1990-2020). Phải tới cuối thập niên 2000, khi công nghệ phát triển hơn thì đạn pháo APFSDS cỡ 120mm của xe tăng NATO mới có thể xuyên được lớp giáp này, nhưng cũng chỉ ở cự ly gần hơn 2.000 mét.
Năm 2006, Nga cho ra mắt loại giáp phản ứng nổ thế hệ 3 tên là Relikt, loại này sẽ trang bị cho biến thể T-80 hiện đại hóa sâu (T-80BVM). So với Kontakt-5, Relikt có hiệu quả cao gấp đôi khi chống đạn xuyên giáp động năng, tức là có thể giảm 50% sức xuyên phá của đạn xuyên giáp động năng. Nếu trang bị loại giáp phản ứng nổ này, mặt trước tháp pháo của T-80BVM có thể đạt mức bảo vệ ~1.000mm thép chống đạn xuyên giáp động năng, mức độ này là rất khó xuyên phá với pháo cỡ 120mm trên xe tăng phương Tây, kể cả khi sử dụng các loại đạn APFSDS mới nhất.
Các phiên bản hiện đại hóa của dòng T-80U như T-80UK/UE/UM có dùng hệ thống ngăn chặn quang điện tử học TShU-1-7 Shtora-1 (tiếng Nga: ТШУ-1-7 Штора-1, có nghĩa là "Bức màn chắn") sản xuất bởi Elektromashina. Shtora-1 được thiết kể để phá hoại sự chỉ định mục tiêu bằng laser và thiết bị đo xa của tên lửa điều khiển chống tăng đang bay đến. Shtora-1 là một thiết bị gây nhiễu âm điện quang (electro-optical), khi hoạt động nó sẽ làm nhiễu quá trình điều khiển đường ngắm bán tự động (semiautomatic command to line of sight - SACLOS) của hệ thống định hướng của tên lửa chống tăng có điều khiển, làm nhiễu máy dò laser và máy chỉ thị mục tiêu của kẻ địch. Có thể nói Shtora-1 là một hệ thống tiêu diệt mềm hay hệ thống trả đũa. Nó hiệu quả nhất khi được sử dụng cùng với một hệ thống phòng vệ chủ động như ARENA. Trong Triển lãm Quốc phòng Quốc tế (IDEX) được tổ chức tại Abu Dhabi năm 1995, hệ thống này được lắp đặt trên một chiếc xe tăng trưng bày của Nga.
Hệ thống Shtora-1 bao gồm bốn thành phần chủ yếu: trạm giao diện điện quang gồm một đài làm nhiễu âm, một thiết bị điều biến, và thanh điều khiển; một bảng làm nổ lựu đạn tạo màn khói ở mỗi bên tháp pháo; một hệ thống cảnh báo khi xe bị chiếu xạ bởi tia laser; một hệ thống kiểm soát gồm thanh kiểm soát, máy tính xử lý và thanh điều khiển bằng tay. Thiết bị này xử lý thông tin từ các cảm biến và kích hoạt hệ thống tạo màn khói. Shtora-1 có trường quan sát tới 360 độ theo chiều ngang và từ -5 đến +25 độ theo chiều dọc, nó có 12 ống phóng đạn tạo màn khói, cả hệ thống cân nặng 400 kg.
Nguyên lý hoạt động của hệ thống Shtora-1 như sau: Hai đèn hồng ngoại OTShU-7-1, mỗi chiếc ở một bên của tháp pháo, liên tục phát ánh sáng hồng ngoại công suất lớn để làm giả tín hiệu hồng ngoại, khiến hệ thống điều khiển bắn của tên lửa chống tăng nhầm lẫn giữa tín hiệu tên lửa và Shtora, làm nó dẫn hướng sai khiến tên lửa bay chệch hướng. Ngoài ra, khi các cảm biến của hệ thống phát hiện xe tăng đã bị "chiếu xạ" bởi tia laser định vị thì máy tính sẽ tính toán xác định các thông số về quỹ đạo của tia laser và sẽ phát lệnh phóng các quả đạn khói về phía đó. Màn khói chỉ chưa cần tới 3 giây đã có thể hình thành và kéo dài khoảng 20 giây. Phạm vi triển khai của màn khói từ 50—70 mét. Màn khói này sẽ gây nhiễu các thiết bị chỉ định bằng laser cũng như ngụy trang cho xe tăng trước các thiết bị ngắm bắn quang học. Khi gặp màn khói này, tín hiệu điều khiển bằng laser sẽ bị nhiễu và tên lửa sẽ mất điều khiển, nó chỉ còn bay theo quán tính. Trong khi đó, xe tăng tiếp tục cơ động và di chuyển tới vị trí khác, khiến tên lửa trượt mục tiêu.
Các phiên bản hiện đại hóa của Nga như T-80UM1, T-80BVM có thể trang bị thêm hệ thống phòng thủ chủ động Drozd hoặc ARENA. Hệ thống phòng thủ chủ động (APS - Active Protection Systems) ARENA trên T-90 là lớp bảo vệ thứ hai của xe nếu Shtora-1 không gây nhiễu được tên lửa của địch. ARENA-E được thiết kế để lắp đặt trên nhiều phương tiện chiến đấu khác nhau, có khả năng bảo vệ xe tăng trước tên lửa chống tăng, đạn chống tăng các loại với góc bảo vệ đạt tới gần 300 độ xung quanh xe (trừ hướng phía sau có bộ binh). Hệ thống gồm một radar sóng mm lắp trên nóc tháp pháo, máy tính điều khiển và 26 đạn nổ đánh chặn chứa trong các hộp lắp xung quanh tháp pháo, cung cấp khả năng bảo vệ hữu hiệu trước đạn chống tăng có tốc độ bay đạt tới 700m/giây và thời gian phản ứng là khoảng 0,07 giây.

Mô phỏng nguyên lý hoạt động của ARENA

Nguyên tắc hoạt động của hệ thống APS ARENA là: Ăngten cảm biến phát hiện đạn pháo hoặc tên lửa chống tăng ở cự ly 50m; hệ thống máy tính thu nhận và tính toán tốc độ, quỹ đạo đường đạn cũng như góc tiếp xúc..., từ đó ra chỉ thị kích hoạt phóng đạn nổ, và tiêu diệt chúng ở cự ly cách xe từ 7-10m. Với các mục tiêu có tốc độ bay từ 50–70 m/s thường được coi là không nguy hiểm với xe tăng nên máy tính của hệ thống ARENA không ra lệnh đánh chặn, chỉ những mục tiêu có vận tốc trên 70 m/s, thiết bị phóng đạn mới được kích hoạt. Khi được kích nổ, quả đạn phóng ra một luồng mảnh đạn định hướng gồm hàng nghìn mảnh nhỏ để phá hủy tên lửa hay đầu đạn của vũ khí chống tăng. Sau khi đánh chặn, chỉ từ 0,2-0,4 giây sau, xe đã có khả năng đánh chặn tiếp 1 quả đạn khác.
Nói chung là giáp trụ của T-80 rất chắc chắn, đúng như trường phái tăng Liên Xô hiện đại. Việc này là nhờ vào kích cỡ thon gọn và dung tích tối ưu (đặc trưng của các dòng xe tăng T đến từ Liên Xô). Mặc dù to và nặng hơn T-64, T-72, T-90 khá nhiều nhưng so với xe tăng phương Tây và Mĩ như M1 Abrams, Leopard 2, Challenger,... thì T-80 vẫn rất "mi nhon". Nhờ đó mà diện tích bề mặt cần bọc giáp nhỏ, nên mật độ giáp rất cao, lượng nguyên liệu cần dùng giảm, khối lượng xe tăng giảm đáng kể. Giống như T-64, T-80 to hơn T-72 để cho khoang lái rộng, tổ lái được thoải mái, vì thế nó cũng nặng hơn.
Cũng như các loại xe tăng khác của Liên Xô, hòm đạn được đặt ở nơi an toàn nhất: trong khoang lái, phía dưới tổ lái, nằm trong ổ quay đạn. Bản thân ổ quay đạn cũng ở vị trí an toàn. Tuy nhiên, việc này vẫn tiềm ẩn nguy hiểm tính mạng cho tổ lái: khi hòm đạn bị bắn nổ thì mảnh đạn sẽ văng trúng tổ lái gây thương vong, thậm chí còn hất tung tháp pháo lên trời. Viên đạn nằm ngoài thiết bị nạp cũng nguy hiểm: tổ lái hầu như không được bảo vệ khỏi những mảnh kim loại nóng phừng phừng khi chỗ nạp đạn bị bắn nổ, nhất là khi các loại đạn pháo tăng của Liên Xô thường dùng vỏ đạn bằng chất bán cháy thay vì bằng đồng. Vì vậy thường thì người ta chỉ mang theo 28 viên đạn trong 1 xe (dù xe có thể chứa được tới 40-45 viên), mặc dù điều này khiến T-80 tác chiến bất lợi hơn trong những nhiệm vụ có cường độ cao. Nhưng một số mẫu T-80UD cải tiến của Ukraine dùng tháp pháo lai kiểu phương Tây (làm thêm khoang chứa đạn phía sau tháp pháo) nên hạn chế được nhược điểm này.
T-80 cũng được bảo vệ các thanh vỏ giáp kiểu yếm xung quanh. Các biện pháp đối phó khác còn gồm chế độ chạy ít tiếng ồn và động cơ turbine khí chạy nhiên liệu không khói, hệ thống cách nhiệt bên trên và bên dưới đã được cải tiến, thông gió cho hệ thống truyền động động cơ, hệ thống làm mát, hệ thống phun khói và quạt khói.

### Hệ thống điều khiển hỏa lực
Hệ thống điều khiển bắn và quan sát của xe là loại 1A42 gồm hệ thống computer dẫn đường 1V517, hai hệ thống ổn định vũ khí thủy điện hai trục, ống ngắm tầm xa được ổn định trên hai trục cũng như một dụng cụ chỉ thị góc phương vị GPK-59 hydro-semicompass và một dụng cụ chỉ thị góc phương vị cho chuyển động xoay của tháp pháo. Hệ thống kiểm soát bắn bằng máy tính, máy đo xa laser cùng kính nhìn đêm của pháo thủ cho phép T-80 chiến đấu hiệu quả với các mục tiêu di động và chiến đấu vào buổi đêm. T-80 cũng có máy đo khoảng cách dùng laser, vị trí nhìn (visual key) to hơn.
Đến T-80U/UD thì được trang bị hệ thống điều khiển hỏa lực tiên tiến 1A45 "Irtysh" (tiếng Nga: 1А45 Иртыш), bao gồm máy tính đạn đạo, máy đo xa laser cùng kính nhìn đêm của pháo thủ cho phép T-80 chiến đấu hiệu quả với các mục tiêu di động và chiến đấu vào buổi đêm, bao gồm: 
- Thiết bị ngắm và đo xa laser 1G46 để ngắm và điều khiển vũ khí, bao gồm hệ thống kinh ngắm quang học kiểu tiềm vọng với độ khuếch đại từ 2,7x đến 12x, thiết bị đo xa laser có phạm vi từ 400 mét đến 5.000 mét, hệ thống ổn định tầm hướng, hệ thống điều khiển tên lửa ПТУР (PTUR - chiếu xạ laser). Trong hệ thống 1G46 có lắp đặt thiết bị kiểm tra vũ khí đồng trục với kính ngắm mà không cần phải ra khỏi xe – thời gian kiểm tra chỉ 1 phút.
- Máy tính quỹ đạo đường đạn 1V528-1 tự động tính toán góc bắn tầm hướng cho pháo và giữ cho pháo ở vị trí ổn định với góc bắn đã được tính toán, máy tính đường đạn tính toán tất cả các thông số liên quan đến góc bắn của pháo tăng, máy tính quỹ đạo đường đạn còn thực hiện nhiệm vụ khóa súng và cho phép khai hỏa.
- Tổ hợp các cảm biến thông tin phục vụ cho máy tính quỹ đạo đường đạn (cảm biến vị trí pháo, tốc độ gió, tốc độ xe tăng và góc của hướng xe so với mục tiêu);
- Hệ thống ổn định tầm hướng 2E42-4 Zasmin (tiếng Nga: 2Э42-4 Засмин) sử dụng thiết bị nâng hạ thủy lực – điện, cho phép ngắm chính xác mục tiêu khi xe đang di chuyển, đồng thời tăng tốc độ ngắm bắn.

Trong một cuộc trình diễn vào thập niên 1990, một chiếc T-90 (dùng hệ thống điều khiển hỏa lực giống như T-80U) đã phóng tên lửa đánh trúng mục tiêu ở khoảng cách 4 km. Sau đó, nó di chuyển với tốc độ 25 km/h, bắn trúng 7 mục tiêu xe bọc thép ở cự ly 1.500-2.500 mét, tất cả chỉ diễn ra trong vòng 54 giây (tức là chỉ cần chưa đầy 8 giây để ngắm bắn chính xác 1 mục tiêu mới ở cự ly khá xa, trong khi xe vẫn đang di chuyển)

### Hệ thống quan sát

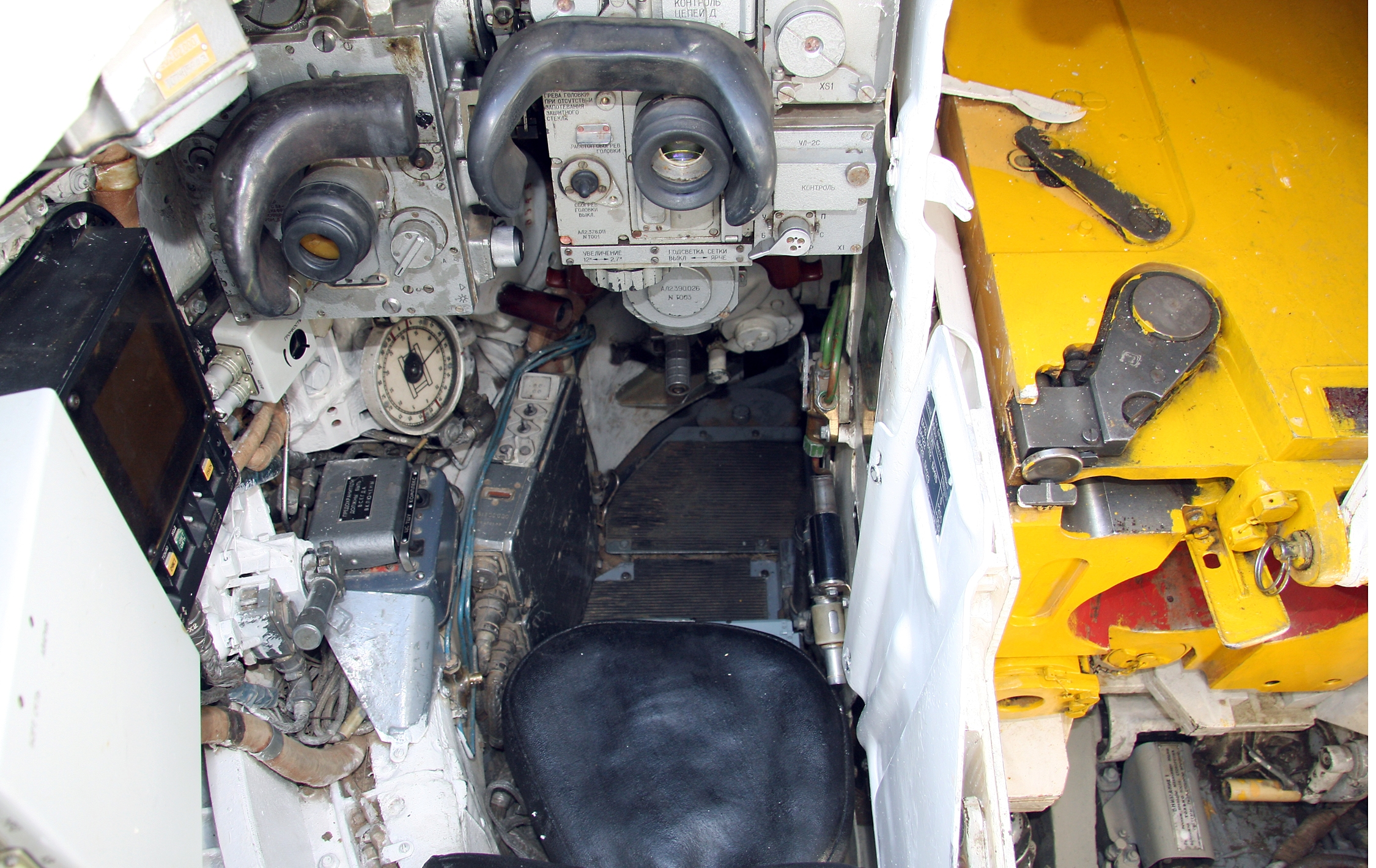
Kính ngắm của pháo thủ T-80U

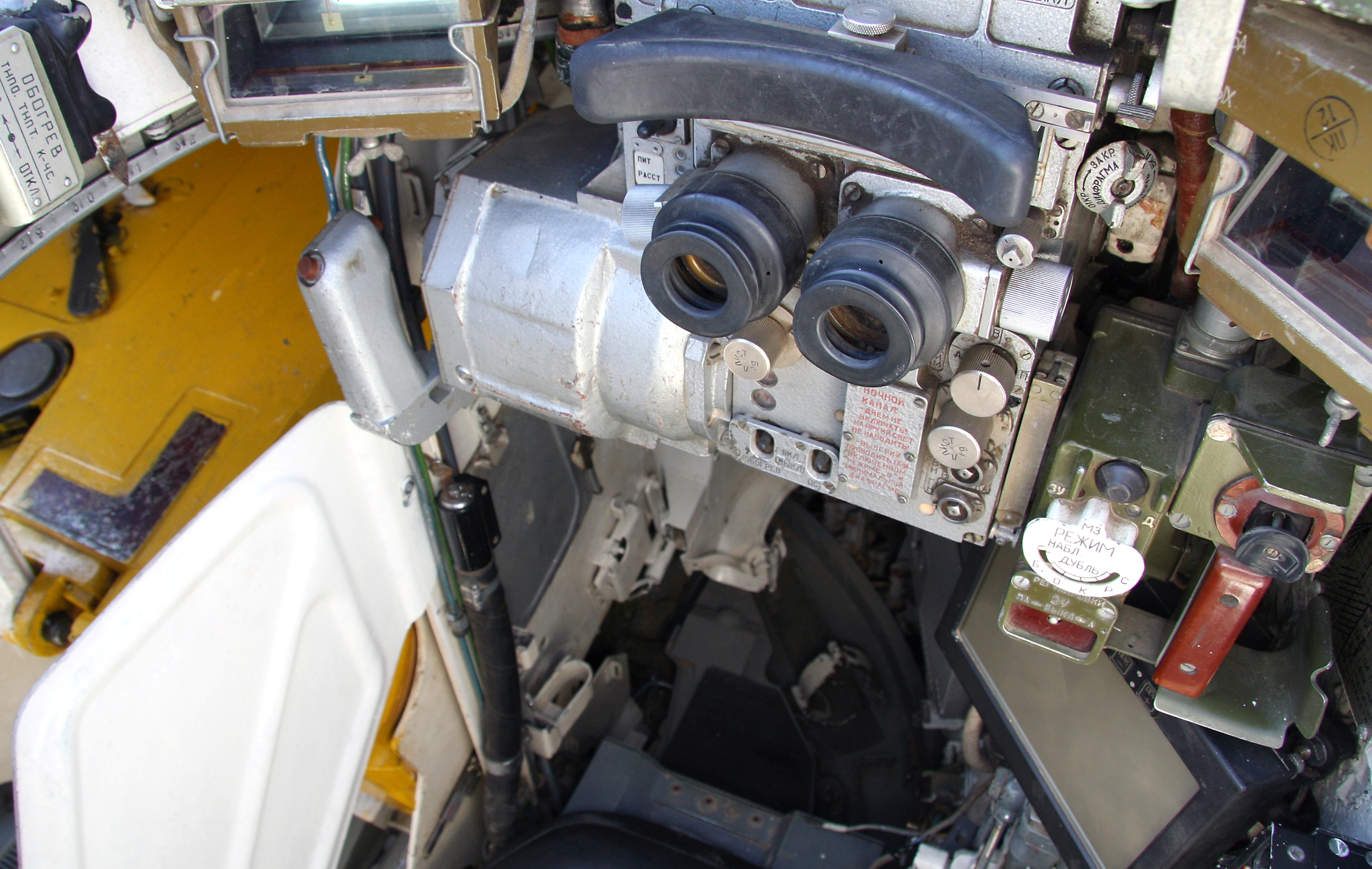
Kính ngắm của trưởng xe T-80U

Loại T-80 đời đầu (Model 1976) những loạt sản xuất đầu tiên được trang bị hệ thống xác định khoảng cách cho pháo thủ bằng hình ảnh quang học lập thể TPD-2-49 (tiếng Nga: ТПД-2-49) (được trang bị cho T-64A vào năm 1967). Nó có độ chính xác ± 200 mét ở khoảng cách 4 km, hoặc ± 30 mét ở phạm vi 1 km. So với các loại xe tăng chủ lực của các nước NATO cùng thời kỳ, TPD-2-49 có tính năng ít nhất là ngang bằng so với thiết bị tương tự trên xe tăng Leopard 1 của Tây Đức, và vượt trội so với hệ thống M17 trên xe M60A1 Patton của Mỹ.
Mẫu T-80 model 1976 những loạt sản xuất sau thay thế TPD-2-49 bằng hệ thống ngắm TPD-K1 (tiếng Nga: ТПД-К1) xác định tầm bắn bằng laser, tích hợp với máy tính đạn đạo có thể tính toán đường đạn dựa trên nhiệt độ môi trường xung quanh, nhiệt độ nòng pháo, áp suất khí quyển. Hệ thống này có sai số tối đa 10 mét ở khoảng cách 3 km, hoặc 15 mét ở khoảng cách 4 km. Nó giúp tăng đáng kể khả năng bắn trúng mục tiêu di chuyển ở khoảng cách trên 2.000 mét hoặc xa hơn. Hệ thống TPD-K1 ra đời năm 1975, sớm hơn 3 năm so với hệ thống xác định tầm bắn bằng laser AN/VVG-2 trên xe tăng chủ lực M60A3 Patton của Mỹ. Các xe tăng Leopard 1 của Tây Đức đã không có máy đo khoảng cách bằng laser cho đến những năm 1980, và các xe tăng Anh phải đến năm 1988 mới có thiết bị này.
Phiên bản T-80B (1978) được trang bị hệ thống nhìn đêm TPN-3-49 (tiếng Nga: ТПН-3-49) dành cho pháo thủ, nó sử dụng công nghệ khuếch đại ánh sáng thế hệ thứ 3 mới hơn, tốt hơn so với hệ thống TKN-3MK (tiếng Nga: ТКН-3МК) trên T-80 đời đầu, nhưng vẫn kém hơn so với hệ thống ngắm ảnh nhiệt thế hệ đầu tiên. Hệ thống có tầm phát hiện xe tăng là 1.300 mét trong chế độ chủ động và 850 mét trong chế độ thụ động trong điều kiện đêm tối gần như hoàn toàn (độ sáng 0.003 lux) (các cự ly này có thể tăng thêm vài trăm mét vào đêm trăng sáng).
Phiên bản xe tăng chỉ huy T-80UK (cuối thập niên 1980) được trang bị hệ thống ngắm ảnh nhiệt T01-P02 Agava-2 (tiếng Nga: Т01-П02 Агава-2) dành cho pháo thủ, độ phóng đại tối đa 18x, có tầm quan sát trong đêm đạt tới 4.600 - 6.400 mét, và có thể xác định rõ mục tiêu kích cỡ xe tăng trong khoảng 2.600 mét. Hệ thống ngắm ảnh nhiệt này có chất lượng tương đương với những hệ thống ảnh nhiệt thế hệ 1 trang bị trên xe tăng phương Tây vào cuối thập niên 1980. Tuy nhiên do giá thành khá đắt (khoảng 250.000 USD theo thời giá 1990) nên chỉ có phiên bản chỉ huy T-80UK mới được trang bị hệ thống này, còn phiên bản thông thường T-80U được trang bị hệ thống ngắm bằng tia hồng ngoại T01-K04 Buran-R (tiếng Nga: Т01-К04 Буран-Р) cho xa trưởng và hệ thống đo xa laser 1G46M cho pháo thủ; kênh tăng cường hình ảnh thay cho đèn hồng ngoại ở nóc tháp pháo dành cho xa trưởng, có tầm quan sát trong đêm đạt khoảng 1.500 - 1.750 mét.
Đến năm 1993, Nga cho ra mắt phiên bản hiện đại hóa T-80UM-1, trang bị hệ thống ngắm ảnh nhiệt hiện đại hơn là T01-P06 Agava-M1 (Т01-П06 Агава-М1) sử dụng camera ảnh nhiệt NOCTURNE do công ty ZENIT (tiếng Nga: ЗЕНИТ) sản xuất. Agava-M1 gọn nhẹ hơn, nó sử dụng ma trận điểm ảnh (MCT) có độ phân giải 512x256 pixel và các cảm biến mạnh hơn, giúp tăng cự ly quan sát. Nó có tầm quan sát trong đêm đạt tới 7.500 mét, và có thể xác định rõ mục tiêu kích cỡ xe tăng trong khoảng 2.800 mét. Tuy nhiên, trong bối cảnh nước Nga lâm vào khủng hoảng kinh tế vào đầu thập niên 1990 sau khi Liên bang Xô viết tan rã, chỉ có rất ít hệ thống Agava-M1 được chế tạo.
Các phiên bản T-80 nâng cấp do Ukraine sản xuất vào cuối thập niên 1990 (T-80UD, T-84) thì trang bị hệ thống ngắm ảnh nhiệt BURAN-MATIS do nước này tự chế tạo. Nó có tầm quan sát trong đêm đạt 7.000 mét, và có thể xác định rõ mục tiêu kích cỡ xe tăng trong khoảng 2.500 mét.
Kể từ năm 2016, các phiên bản hiện đại hóa sâu dành riêng cho Quân đội Nga (T-80BVM) đã chuyển sang sử dụng hệ thống nhìn đêm ảnh nhiệt nội địa là "IRBIS-K" (tiếng Nga: ИРБИС-К) do hãng Krasnogorsky Zavod (tiếng Nga: Красногорский Завод) sản xuất, nó có thể xác định rõ mục tiêu kích cỡ xe tăng trong khoảng 3.240 - 4.000 mét.
Đối với xa trưởng, mẫu T-80U (năm 1986) được trang bị hệ thống nhìn toàn cảnh PNK-4S/AGAT-S (tiếng Nga: ПНК-4С/АГАТ-С) dành cho xa trưởng, có khả năng phát hiện xe tăng trong tầm khoảng 800 mét vào ban ngày và 700 mét vào ban đêm. Hệ thống PNK-4S được cho là còn vượt trội hơn các hệ thống nhìn toàn cảnh cho xa trưởng tốt nhất trên xe tăng NATO vào cuối thập niên 1980, như là PERI-R17 trên xe tăng Leopard 2 của Tây Đức: cả hai đều kết nối trực tiếp với máy tính đạn đạo của xe tăng, cho phép xa trưởng chiếm quyền điều khiển pháo để thực hiện chức năng "Hunter-Killer", tuy nhiên PNK-4S có khả năng nhìn đêm mà PERI-R17 không có (phải tới năm 1998 thì Leopard 2 mới được trang bị hệ thống PERI-R17A2 có khả năng nhìn đêm).
Từ năm 2012, các phiên bản T-80 hiện đại hóa dành riêng cho Quân đội Nga đã thay thế hệ thống PNK-4S/AGAT-S bằng hệ thống mới hơn là T01-K04DT/AGAT-MDT (tiếng Nga: Т01-К04ДТ/АГАТ-МДТ) do Krasnogorsky Zavod sản xuất. Nhờ thay thế thiết vị khuếch đại ánh sáng bằng thiết bị ảnh nhiệt mới, AGAT-MDT có tầm phát hiện mục tiêu cỡ xe tăng ở cự ly lên tới 3.500 - 4.000 mét, một tùy chọn cho phép AGAT-MDT nâng cự ly phát hiện xe tăng lên tới 5.000 mét cũng đã có sẵn.

### Khả năng cơ động và tốc độ
Như đã nói, T-80 được trang bị động cơ turbine khí, nên công suất của nó thuộc loại cực cao trong các loại xe tăng của Quân đội Liên Xô. Ban đầu là GTD-1000T 1.000 mã lực, sau đó tăng dần đến đỉnh điểm là GTD-1250 1.250 mã lực của T-80U (chú ý là loại động cơ diesel trang bị trên T-72 và T-90 hiện đại nhất là V-92S2F chỉ có công suất tối đa là 1.130 mã lực). Xung lực của T-80 có thể lên tới 26,5 mã lực/tấn (T-90 là 24 mã lực/tấn). GTD-1250 là động cơ ba trục với hai tầng nén khí. Có một động cơ GTA-18 phụ trợ độc lập khác dùng khi xe tăng đứng yên.
Vì vậy không ngạc nhiên khi T-80 cực kỳ cơ động (vận tốc tối đa 70 km/h, trong khi T-90 chỉ là 65 km/h). Nó chia sẻ danh hiệu "xe tăng bay" của xe tăng Leopard 2 của Tây Đức. Tất nhiên một số xe tăng phương Tây cũng dùng động cơ turbine khí (động cơ của xe tăng M1 Abrams của Mỹ có công suất 1.500 mã lực) nhưng kích thước và khối lượng của T-80 nhỏ hơn (phiên bản nặng nhất của dòng tăng T-80 là T-80A có trọng lượng là 51,9 tấn, còn M1 Abrams phiên bản nhẹ nhất cũng đã nặng 62 tấn) nên T-80 vẫn đạt khả năng cơ động tốt hơn.
Bởi tháp pháo nhỏ và thấp nên góc hạ nòng của T-80 thường thấp hơn so với xe tăng phương Tây (xe tăng phương Tây có thể hạ nòng khoảng 8-10 độ). Phương Tây cho rằng đây là nhược điểm, bởi xe tăng sẽ không tận dụng được chiến thuật "Hull-Down" (nấp thân xe sau mô đất dốc, chỉ để hở một phần tháp pháo) khi phòng thủ. Tuy nhiên, các nhà thiết kế Liên Xô không xem đây là một nhược điểm, mà thực sự đó là một ưu thế của các xe tăng chủ lực thuộc trường phái Xô viết. Bởi phương thức tác chiến chủ yếu của xe tăng không phải là phòng ngự mà là cơ động tấn công, tháp pháo nhỏ sẽ giúp giảm đáng kể xác suất trúng đạn khi tác chiến vận động. Nhiệm vụ ẩn nấp phòng ngự là của lực lượng pháo chống tăng chứ không phải là của xe tăng. Ngoài ra, nếu bắt buộc phải bố trí phòng thủ (vốn ít khi diễn ra) thì T-80 vẫn hoàn toàn có thể dùng lưỡi ủi đất (gắn trước thân xe) để tự đào hố ẩn nấp kiểu "Hull-Down" chỉ trong vài phút.
Hơn nữa, động cơ của T-80 có thể sử dụng nhiều loại nhiên liệu: từ xăng dùng cho động cơ phản lực đến xăng có chỉ số octane thấp, cho dầu diesel cũng chạy tốt. Động cơ cũng hoạt động khá ổn định, tuổi thọ cao, và GTD-1250 thì có thêm hệ thống tự loại bỏ bụi bẩn.
Có điều, công suất nào xăng nấy, động cơ turbine khí ngốn quá nhiều nhiên liệu, ngay cả lúc xe đứng yên nó cũng "ăn" nhiên liệu dữ dội, cho nên Ukraine đã phát triển các phiên bản T-80 và T-84 dùng động cơ diesel công suất thấp hơn một chút nhưng hiệu suất cao hơn, ít hao nhiên liệu. Nói chung T-80 của Ukraine vẫn giữ được danh hiệu "xe tăng bay" của dòng họ mình.
Để phù hợp với động cơ mới, T-80 có một hệ thống truyền lực kiểu hành tinh với hệ thống dẫn nước phụ (hydraulic servo-system) để tăng khả năng cơ động. Xích và hệ thống treo được trang bị kiểu xích RMSh và các bánh xe cao su để chạy trên đường, các lò xo treo giảm xóc có hai tầng giảm chấn bằng chất lỏng lồng vào nhau.

## Xuất khẩu
320 chiếc T-80UD đã được Pakistan đặt hàng từ Ukraine, và đã được giao hàng vào năm 2005.
Nga từng có kế hoạch bán một lô hàng khoảng 150 chiếc xe tăng T-80B cho Việt Nam nhằm giúp Việt Nam hiện đại hóa Binh chủng Tăng - Thiết giáp (Quân đội Nhân dân Việt Nam) nhưng không thành do ngân sách quốc phòng của Việt Nam không đáp ứng nổi và không phù hợp với điều kiện của Việt Nam.
Hàn Quốc đã cho Liên Xô vay 1 tỷ USD tiền mặt và 470 triệu USD hàng hóa, trong gói cung cấp tài chính có thời hạn là 5 năm. Sau khi Liên Xô tan rã, nhằm trả nợ, Nga đã chuyển giao cho Hàn Quốc một số vũ khí hạng nặng của mình, trong đó có 80 chiếc xe tăng chủ lực T-80U. Vào năm 1990, T-80U là loại xe tăng chiến đấu chủ lực tiên tiến nhất trong biên chế của Quân đội Hàn Quốc, vượt trội so với xe tăng K1 88 nội địa. Tuy nhiên qua 20 năm, K1 đã được nâng cấp lên phiên bản K1A1 và sau đó là dòng xe tăng chủ lực nội địa thế hệ mới tiên tiến hơn là K2 Black Panther đi vào hoạt động, trong khi những chiếc T-80U thì không được Hàn Quốc nâng cấp tiếp và dần cho vào các kho niêm cất, do việc thay thế phụ tùng, đạn dược cũng khá rắc rối bởi xe tăng Hàn Quốc theo chuẩn NATO, khác hẳn với T-80U theo chuẩn Liên Xô/Nga.

## Lịch sử chiến đấu
Trong Chiến tranh Chechnya lần thứ nhất, đã có 84 chiếc T-80 được Quân đội Nga huy động. Phần lớn nguy hiểm mà T-80 gặp phải tại đây là từ vũ khí chống tăng cá nhân của bộ binh đối phương. 
Do khi đó Liên Xô vừa tan rã nên Quân đội Nga khi đó gặp khủng hoảng về nhân sự và tài chính, họ phải sử dụng các xe tăng chưa chuẩn bị sẵn sàng cho chiến đấu (chưa được gắn giáp phản ứng nổ, một số linh kiện bị hư hỏng, tổ lái chưa được huấn luyện kỹ…), các phân đội Nga gồm nhiều tân binh cũng không có sự phối hợp tốt giữa xe tăng và lính bộ binh cơ giới trong điều kiện chiến tranh đường phố. Trong khi đó, các chiến binh Chechen được chuẩn bị tốt, nhiều người từng là cựu binh trong Quân đội Liên Xô nên có nhiều kinh nghiệm chiến đấu, lại được trang bị số lượng lớn các vũ khí chống tăng vác vai. Nhiều xe tăng trong quá trình chiến đấu ở đường phố tại Grozny đã bị trúng 6 – 7 phát đạn từ súng RPG-7 hoặc tên lửa chống tăng. Hỏa lực chống tăng được ngắm sẵn vào những chỗ dễ bị tổn thương nhất của xe tăng như 2 bên hông xe, đuôi xe, nóc buồng động lực và phía sau tháp pháo. Dù chống chọi tốt với các cú bắn trực diện, nhiều xe tăng T-80 đã bị phá hủy sau khi bị trúng đạn chống tăng RPG-7V và RPG-18 của phiến quân Chechnya bắn từ nhiều hướng trúng vào hông và nóc xe, do thiết bị nạp đạn tự động Korzhina (tiếng Nga: Коржина) của T-80 chứa liều phóng ở vị trí thẳng đứng và chỉ được bảo vệ phần nào bởi các bánh xe. Đạn chống tăng RPG bắn xuyên giáp xe ở vị trí này rất dễ gây cháy liều phóng và khiến chiếc xe tăng phát nổ Trong 3 tháng chiến đấu, trong số 200 xe tăng ban đầu, đã có 62 xe tăng các loại của quân Nga bị phá hủy (một vài nguồn thống kê thiệt hại bao gồm: 15 chiếc T-72B và 5 chiếc T-72A, 18 chiếc T-80B hoặc T-80BV, còn lại là T-62). Đáng chú ý, trong số 62 xe tăng bị mất, chỉ có 1 xe bị phá hủy do trúng đạn vào khu vực có giáp phản ứng nổ, trong khi có những xe tăng bị trúng nhiều phát đạn nhưng vẫn sống sót do có giáp phản ứng nổ bảo vệ (điều đáng chú ý là có 1 chiếc xe tăng T-80BV số hiệu 171 của Tiểu đoàn Xe tăng Cận vệ 133 đã bị trúng tới 18 quả đạn súng chống tăng mà vẫn không bị phá hủy nhờ được giáp phản ứng nổ Kontakt-1 bảo vệ). Điều này cho thấy thiệt hại của quân Nga là do sự chuẩn bị không kỹ lưỡng và chiến thuật vụng về, chứ không phải do thiết kế xe tăng. Nó cũng cho thấy tầm quan trọng của giáp phản ứng nổ đối với xe tăng trong tác chiến đô thị.
Trong Chiến tranh Chechen lần thứ hai, thiệt hại về tăng thiết giáp của Quân đội Nga ít hơn đáng kể so với lần thứ nhất. Đã có số lượng lớn các sĩ quan có nhiều kinh nghiệm chiến đấu, sự huấn luyện các kíp xe và tổ chức phối hợp chính xác, cùng sự đảm bảo về kỹ thuật trong các hoạt động chiến đấu (xe được trang bị đầy đủ giáp phản ứng nổ). Lớp giáp phản ứng nổ đã bảo vệ xe tăng an toàn trước hầu hết các phát bắn trúng từ vũ khí chống tăng của bộ binh địch, kể cả khi xe bị trúng đạn vào hông (là nơi có vỏ giáp mỏng hơn phía trước). Tính từ năm 1997 tới 2003, quân Nga chỉ tổn thất 3 chiếc T-72 bị phá hủy, trong đó duy nhất 1 chiếc bị phá hủy trong Chiến tranh Chechen lần thứ hai Tuy nhiên, T-80 không tham gia cuộc chiến này, vì lần này Nga quyết định chỉ sử dụng T-72 (do T-72 dễ bảo dưỡng hơn và ít tốn nhiên liệu hơn nên thích hợp cho kiểu chiến tranh chống du kích hơn nhiều so với T-80).

## Các mẫu T-80 chủ yếu
|                                            | T-80 (Ob'yekt 219)                                                                               | T-80B (Ob'yekt 219R) | T-80BV (Ob'yekt 219RV)                                                                           | T-80A (Ob'yekt 219A)                                                                             | T-80U (Ob'yekt 219AS) | T-80UD "Beryoza" (Ob'yekt 478B)                                                                         |
| ------------------------------------------ | ------------------------------------------------------------------------------------------------ | --- | ------------------------------------------------------------------------------------------------ | ------------------------------------------------------------------------------------------------ | --- | --- |
| Nặng (tấn)                                 | 46                                                                                               | 42.5 | 43.7                                                                                             | 51.9                                                                                             | 50.7 | 46 |
| Dài (mét)                                  | 7                                                                                                | 6.98 | 6.98                                                                                             | 7.01                                                                                             | 7.01 | 7.085                                                                                                   |
| Rộng (mét)                                 | 3.60                                                                                             | 3.58 | 3.58                                                                                             | 3.60                                                                                             | 3.60 | 3.56 |
| Cao (mét)                                  | 2.20                                                                                             | 2.22 | 2.22                                                                                             | 2.20                                                                                             | 2.20 | 2.74 |
| Pháo chính                                 | Pháo nòng trơn 125 mm 2A46-1                                                                     | Pháo nòng trơn 125 mm 2A46M-1 (D-81TM "Rapira-3")                                                                                                 | Pháo nòng trơn 125 mm 2A46M-1 (D-81TM "Rapira-3")                                                | Pháo nòng trơn 125 mm 2A46M-1 (D-81TM "Rapira-3")                                                | Pháo nòng trơn 125 mm 2A46M-1 (D-81TM "Rapira-3")                                                                                             | Pháo nòng trơn 125 mm KBA3                                                                              |
| Súng máy                                   | Súng máy đồng trục 7.62 mm PKT (1.250 viên đạn) Đại liên phòng không 12.7 mm NSVT (500 viên đạn) | Súng máy đồng trục 7.62 mm PKT (1.250 viên đạn) Đại liên phòng không 12.7 mm NSVT (500 viên đạn)                                                  | Súng máy đồng trục 7.62 mm PKT (1.250 viên đạn) Đại liên phòng không 12.7 mm NSVT (500 viên đạn) | Súng máy đồng trục 7.62 mm PKT (1.250 viên đạn) Đại liên phòng không 12.7 mm NSVT (500 viên đạn) | Súng máy đồng trục 7.62 mm PKT (1.250 viên đạn) Đại liên phòng không 12.7 mm NSVT (500 viên đạn)                                              | Súng máy đồng trục 7.62 mm KT-7.62 (1.250 viên đạn) Đại liên phòng không 12.7 mm KT-12.7 (450 viên đạn) |
| Tên lửa chống tăng ATGM (gọi tên bởi NATO) | Không                                                                                            | 9K112 Kobra (AT-8 Songster) (6 quả) | 9K112 Kobra (AT-8 Songster) (6 quả)                                                              | 9M119M Refleks (AT-11B Sniper)                                                                   | 9M119 Svir (AT-11 Sniper) và 9M119M Refleks (AT-11B Sniper)                                                                                   | 9M119 Svir (AT-11 Sniper) và 9M119M Refleks (AT-11B Sniper)                                             |
| Động cơ                                    | GTD-1000T đa nhiên liệu động cơ turbine khí 1.000 mã lực (746 kW)                                | GTD-1000T (GTD-1000TF dùng cho T-80B bản 1980) đa nhiên liệu động cơ turbine khí 1.000 mã lực (746 kW) (1.100 mã lực (820 kW) đối với GTD-1000TF) | GTD-1000TF đa nhiên liệu động cơ turbine khí 1.100 mã lực (820 kW)                               | GTD-1000M đa nhiên liệu động cơ turbine khí 1.200 mã lực (895 kW)                                | GTD-1000F (GTD-1250 dùng cho T-80U bản 1992) đa nhiện liệu động cơ turbine khí 1.100 mã lực (820 kW) (1.250 mã lực (932 kW) đối với GTD-1250) | 6TD, đa nhiên liệu, động cơ diesel 6 xi lanh làm mát bằng chất lỏng 1.006 mã lực (750 kW)               |
| Tốc độ (cây số/giờ)                        | 70 (đường nhựa) 48 (đường gồ ghề)                                                                | 70 (đường nhựa) 48 (đường gồ ghề) | 70 (đường nhựa) 48 (đường gồ ghề)                                                                | 70 (đường nhựa) 48 (đường gồ ghề)                                                                | 70 (đường nhựa) 48 (đường gồ ghề) | 65 (đường nhựa) 45 (đường gồ ghề)                                                                       |
| Tầm hoạt động (cây số)                     | 500 (đường nhựa) 335 (đường gồ ghề) 600 (đường nhựa với bình nhiên liệu phụ)                     | 500 (đường nhựa) 335 (đường gồ ghề) 600 (đường nhựa với bình nhiên liệu phụ)                                                                      | 500 (đường nhựa) 335 (đường gồ ghề) 600 (đường nhựa với bình nhiên liệu phụ)                     | 500 km (đường nhựa) 335 (đường gồ ghề) 900 (đường nhưạ với bình nhiên liệu phụ)                  | 500 km (đường nhựa) 335 (đường gồ ghề) 900 (đường nhưạ với bình nhiên liệu phụ)                                                               | 580 km (đường nhựa) 450 km (đường nhựa)                                                                 |
| Sức kéo (mã lực/tấn (kW/tấn))              | 21.7 (16.2)                                                                                      | 23.5 (17.6) (25.9 (19.3) đối với T-80B bản 1980)                                                                                                  | 25.2 (18.8)                                                                                      | 23.1 (17.2)                                                                                      | 21.7 (16.1) (24.7 (18.4) đối với T-80U bản 1992)                                                                                              | 21.9 (16.3)                                                                                             |

### Obyekt 219
Việc thử nghiệm động cơ GTD-1000 đầu tiên được thực hiện trên thân xe T-64 với tên gọi Obyekt 219 sp.1 (sp là spetsifikatsiya - tiếng Nga: пецификация, có nghĩa là "chi tiết"), còn được gọi là Groza (tiếng Nga: Гроза - Bão sấm). Trong suốt những lần thử nghiệm đầu tiên, Izotov than phiền rằng bộ phận chuyển động của T-64 có thể hạn chế rất lớn tốc độ tiềm tàng của động cơ turbine khí vì những bánh chịu lực và dải xích bằng kim loại bị rung lắc rất khủng khiếp khi xe chạy tốc độ cao. Vì vấn đề này, Obyekt 219 được trang bị một hệ thống giảm sóc mới, nhưng nó vẫn chưa đạt được những tiêu chuẩn như của hệ thống giảm xóc của đối thủ T-72 từ Uralvagonzavod tại Nizhny Tagil.
Phiên bản Obyekt 219 sp.2 đầu tiên với hệ thống giảm xóc mới được xuất xưởng năm 1971. Người Liên Xô đã chế tạo khoảng 60 mẫu thử nghiệm được tiến hành từ 1968 đến 1971 nghiên cứu kết hợp rất nhiều hệ thống giảm xóc và linh kiện đi kèm. Vấn đề lọc bụi vẫn còn tồn tại, các kĩ sư đã khắc phục nó bằng cách sử dụng các diềm chắn cao su và nâng cấp hệ thống lọc khí của động cơ. Năm 1973, đơn vị thử nghiệm giới thiệu một loại động cơ turbine khí mới (để tăng cường khả năng cơ động của xe) có sức mạnh ngang bằng với T-64 nhưng động cơ này không đạt được yêu cầu thiết kế là 500 giờ hoạt động liên tục. Cuối năm 1972, chỉ 19 trên tổng số 27 động cơ được sản xuất hàng loạt đạt thời gian hoạt động khoảng 300 giờ. Trong giai đoạn 1974-1975, tiểu đoàn thử nghiệm của Quân khu Volga than phiền rằng dù ngốn rất nhiều nhiên liệu nhưng công suất hoạt động thực tế của động cơ lại quá thấp. Xe tăng mới cần bình xăng phụ lớn để có thể đạt được tầm hoạt động cơ bản là 450 km. Ngay cả với phiên bản Obyekt 219 sp.8 mới nhất, lượng nhiên liệu tiêu thụ vẫn cao gấp 1,6 đến 1,8 lần so với T-64A. Nền công nghiệp xe tăng Liên Xô tiến lên rất chậm chạp, một phần lý do là việc giải quyết các vấn đề với các chương trình T-64 và T-72 trong khi vẫn phải sản xuất hàng loạt T-55 và T-62 sau khi Ai Cập và Syria bất ngờ mất quá nhiều xe tăng vào năm 1973 trong cuộc Chiến tranh Yom Kippur.
Tháng 11 năm 1975, Bộ trưởng Bộ Quốc phòng Liên Xô, Nguyên soái Andrei Grechko đã bác bỏ kế hoạch đưa Obyekt 219 vào sản xuất dựa trên lý do, hao tốn nhiêu liệu gấp đôi T-64A nhưng khả năng của giáp và hỏa lực vẫn không hề thay đổi. Obyekt 219 có thể đã rơi vào quên lãng như nhiều dự án thất bại khác nhưng vào tháng 4 năm 1976, Nguyên soái Andrei Grechko qua đời và Nguyên soái Dmitry Ustinov được bổ nhiệm thay thế. Việc bổ nhiệm Nguyên soái Ustinov là một trường hợp ngoại lệ đầu tiên trong truyền thống của Quân đội Liên Xô, Ustinov không phải là chỉ huy chiến trường, mà là người đứng đầu nền công nghiệp quốc phòng Xô viết kể từ Thế chiến thứ 2. Ustinov là một trong những người ủng hộ hăng hái nhất việc chuyển đổi sử dụng động cơ turbine khí từ giữa thập niên 1960, và Obyekt 219 chính là đứa con cưng của ông. Kết quả đến khá nhanh, tháng 8 năm 1976, Obyekt 219 bất ngờ được chấp thuận được đưa vào sản xuất với cái tên T-80 do quân đội đặt.

### T-80 (Obyekt 219) (1976)
Các vấn đề nổi cộm trong khi thử nghiệm được để sang một bên để được giải quyết khi sản xuất hàng loạt. Việc sản xuất T-80 bắt đầu tiến hành tại Leningrad (LKZ) thay thế cho T-64A. Đã từng có một kế hoạch chuyển đổi Nhà Máy Số 13 tại Omsk từ sản xuất T-55 sang sản xuất T-72, nhưng nó đã bị thay đổi, nhà máy cũng được chuyển sang sản xuất T-80. Cuối cùng, Ustinov cũng đã lên kế hoạch chuyển Nhà máy Kharkov sang sản xuất T-80. Ustinov không hề có hứng thú với T-72 chi phí thấp của Nhà máy Uralvagonzavod tại Nizhny Tagil nhưng công nhận sự cần thiết của một tùy chọn có tính kinh tế để thay thế các dòng xe tăng cũ hơn như T-54/55 và T-62, cũng như là một sự huy động với giá rẻ trong trường hợp nổ ra một cuộc chiến tranh tổng lực. Nhưng Ustinov khẳng định sự ưu tiên hàng đầu trong đổi mới như hệ thống điều khiển hỏa lực mới nên được tích hợp cho T-80 chứ không phải T-72.
Quyết định sản xuất T-80 được đưa ra lúc Aleksandr Morozov về hưu vào tháng 5 năm 1976 và chương trình T-74 NST bị loại bỏ. Trên phiên bản gốc, T-80 được trang bị hỏa lực giống như T-64A, nó sử dụng cùng kiểu tháp pháo với máy đo xa quang học. Nhưng giá thành nó khá đắt: 480.000 rúp trong khi T-64A chỉ có 143.000 rúp. Đối với việc điều khiển tháp pháo và hỏa lực, T-80 đã đi sau T-64 của Kharkov đã được nâng cấp thành T-64B với hệ thống điều khiển hỏa lực kết hợp một máy đo xa bằng laser và có khả năng phóng tên lửa điểu khiển Kobra từ năm 1976. Kết quả là việc sản xuất T-80 diễn ra rất ngắn, từ 1976 đến 1978 tại nhà máy Leningrad Kirov (LKZ). Tài liệu được giải mật từ Hiệp ước Các Lực lượng vũ trang thông thường ở châu Âu tháng 11 năm 1990 cho thấy, chỉ có khoảng 112 xe T-80 ở phía Tây dãy Ural, điều này chứng tỏ, tổng số lượng T-80 được sản xuất chỉ khoảng dưới 200 chiếc.

### T-80B (Obyekt 219R) (1978)

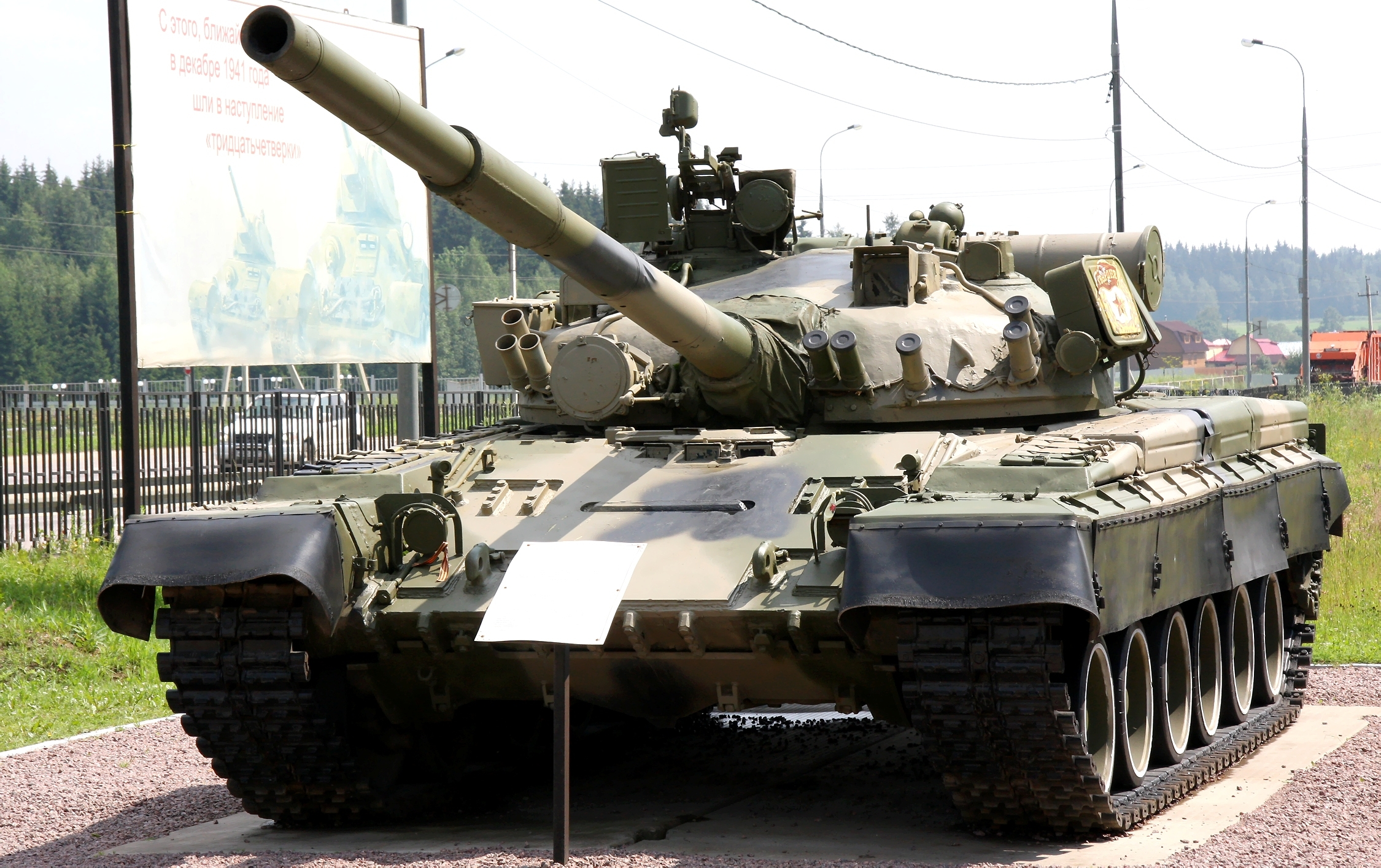
T-80B

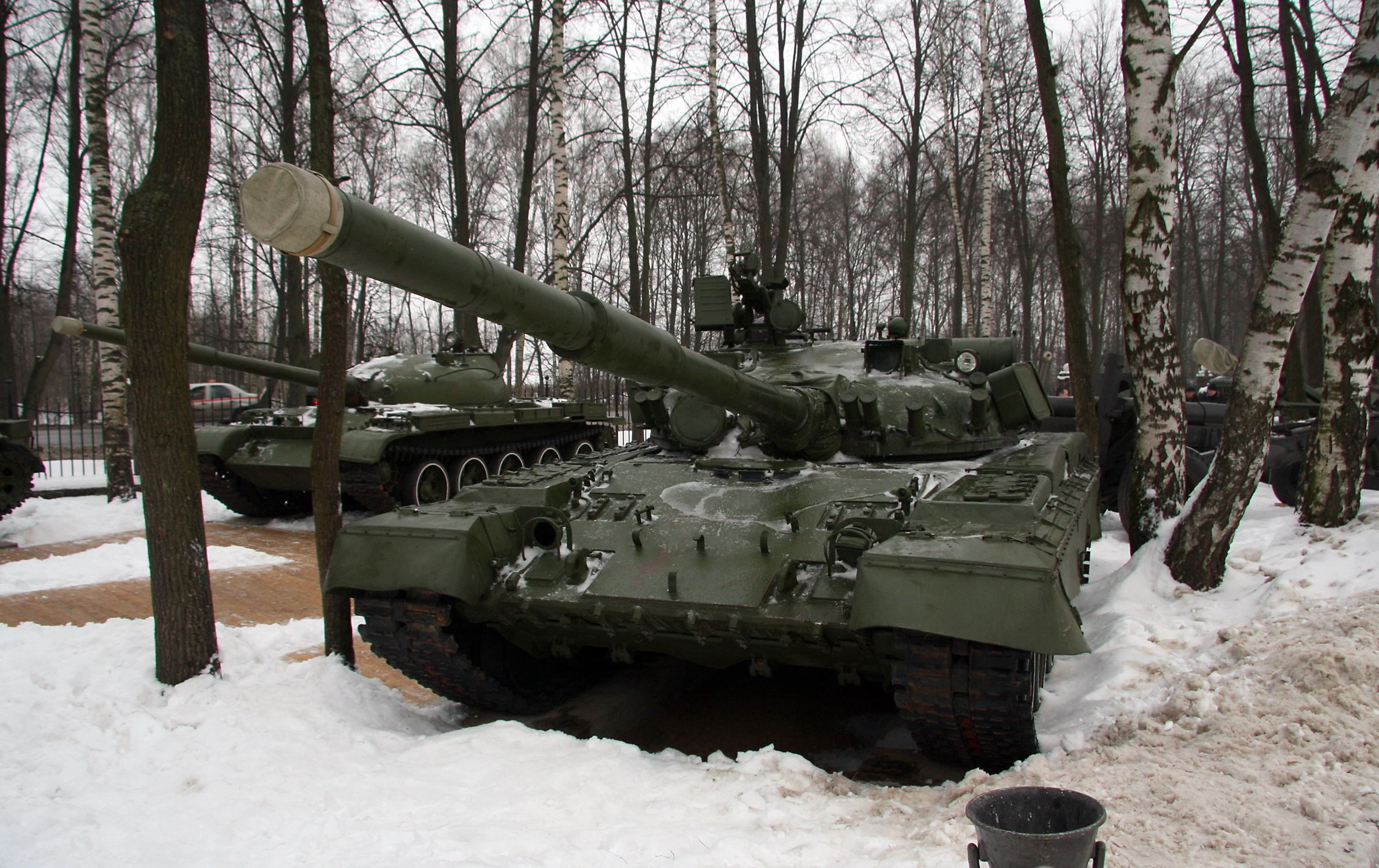
T-80B trong bảo tàng

Từ khi Ustinov quyết định chuyển việc sản xuất xe tăng T-80 thay cho các loại khác (trừ nhà máy Uralvagonzavod ở Nizhny Tagil), việc nâng tiêu chuẩn cho hệ thống điều khiển hỏa lực lên chuẩn của T-64B trở nên rất cấp bách. Do sự cạnh tranh giữa cá nhà máy, Leningrad tỏ ra thích đưa các tính năng tiên tiến của T-64B vào T-80 hơn là dùng loại tháp pháo nguyên bản của Kharkov.
9K112 Kobra là loại tên lửa chống tăng có điều khiển đầu tiên bắn qua nòng pháo xe tăng được trang bị trong Quân đội Liên Xô. Nó bắt đầu được phát triển từ năm 1960 vì sự ám ảnh của nhà lãnh đạo Nikita S. Khrushchev với tên lửa và niềm tin của ông ta vào tương lai của việc trang bị tên lửa trên xe tăng. Đầu tiên, xe được trang bị tên lửa chống tăng thông thường, nhưng việc áp dụng điều này đã làm cho các nhà thiết kế đặt ra câu hỏi liệu có nên để một chiếc xe tăng mang ít tên lửa hơn mang đúng số lượng đạn dược thông thường. Thế hệ đầu tiên của tên lửa bắn qua nòng pháo không được chấp thuận, và thế hệ tiếp theo được bắt đầu vào ngày 20 tháng 5 năm 1968 dựa trên cấu hình pháo D-81 Rapira 125mm. Tên lửa dẫn bắn bằng vô tuyến 9K112 Kobra được phát triển bởi A. E. Nudelman của Viện Thiết Kế Tochmash ở Moskva, trong khi loại tên lửa dẫn đường bằng tia hồng ngoại là Gyurza (tiếng Nga: Гюрза) được phát triển bởi P. Nepobidimy của Viện Thiết Kế Công nghiệp (Konstruktorskoye Byuro Mashinostroyeniya: KBM - Конструкторское Бюро Машиностроения: КБМ) ở Kolomna.
Thế nhưng, tên lửa Gyurza lại bị đánh giá là có thiết kế quá cấp tiến, vượt xa công nghệ tại thời điểm đó có thể hỗ trợ nên bị đình chỉ vào tháng 1 năm 1971 và tất cả đều được tập trung vào phát triển tên lửa Kobra. Lần bắn thử đầu tiên của Kobra trên xe tăng T-64A cải tiến được tiến hành vào tháng 2 năm 1971, và 9K112 Kobra được chấp thuận trang bị cho biến thể T-64B mới vào năm 1976. Tên lửa 9M112 được chia thành hai phần trong băng chuyền của hệ thống nạp đạn tự động, phần phía trước mang đầu đạn và động cơ đẩy, phần đuôi mang hệ thống điều khiển bay và bộ vận dẫn đường cùng với ống phóng 9D129 dùng để tống tên lửa ra khỏi nòng. Khi tên lửa được đưa vào nòng pháo bằng hệ thống nạp đạn tự động, cả hai phần sẽ được nối với nhau, tầm bắn hiệu quả của Kobra là 4 km đối với mục tiêu xe tăng, và 5 km với mục tiêu là máy bay trực thăng bay cao dưới 500m (nhưng phải bắn trong chế độ bắn đặc biệt). Hệ thống điều khiển tên lửa dùng 2 tầng số điều khiển từ ăngten chỉ huy GTN-12 nằm trong một hộp bảo vệ đặt bên phải của mặt trước tháp pháo. Vì giá tên lửa khá cao nên mỗi xe tăng chỉ được trang bị vài quả, thông thường mỗi xe có 4 tên lửa trong tình trạng sẵn sàng chiến đấu. Năm 1975, giá mỗi quả tên lửa Kobra là 5.000 rúp (vào thời điểm đó, một động cơ xe tăng chạy bằng dầu diesel có giá chỉ 9.000 rúp). Thập niên 1990, hệ thống tên lửa Kobra được nâng cấp lên phiên bản 9M128 Agona trang bị đầu đạn có khả năng xuyên 600 đến 650mm giáp.
Phiên bản Obyekt 219R được nâng cấp thế hệ giáp tấm mới nhất của Liên bang Xô viết lúc bấy giờ trên tháp pháo với tên gọi "Tổ hợp K" (tiếng Nga: Комплекс К - Kompleks K), được cấu tạo từ một khoang với lớp giáp thép đúc ở mặt trước tháp pháo với các que gốm từ loại sứ siêu bền (ultrafarforov - tiếng Nga: ултрафафоров) kết dính lại. Kiểu giáp tấm thế hệ 3 này là cuộc cách mạng của thế hệ giáp tấm, phát triển bởi Học viện Nghiên cứu Khoa học Thép (Nauchno Issledovatelskiy Institut Stali: NII Stali - Научно Исследовательский Институт Стали: НИИ Стали), hai thế hệ đầu trên T-64 sử sụng nhôm trong khoang chứa, sau đó dùng các viên sứ kết dính bằng chất kết dính kim loại. Tổ hợp K cho khả năng bảo vệ tương đương 550mm thép ở mặt trước tháp pháo. Dốc nghiêng trước thân xe sử dụng một loại thép tấm khác bao gồm 80mm giáp thép, tiếp phía sau là 105mm nhựa gia cố thủy tinh, sau là 20mm giáp thép, có khả năng bảo vệ tương đương 500mm thép bao gồm cả độ dốc. Tất cả các loại giáp composite này đều nhằm mục đích bảo vệ xe tốt hơn khi so sánh với các loại giáp thông thường khi chống lại các loại đạn chống tăng nổ lõm (HEAT).
Obyekt 219R được chấp thuận đưa vào trang bị của Quân đội Liên Xô với tên gọi T-80B và bắt đầu được sản xuất tại nhà máy Leningrad Kirov (LKZ) cùng năm đó để thay thế cho dòng T-80 nguyên bản. Nhà máy Omsk bắt đầu sản xuất T-80B năm 1979, thay thế cho việc sản xuất T-55 xuất khẩu. Nhà máy Omsk đồng thời được chỉ định phát triển Obyekt 630, phiên bản xe tăng chỉ huy của T-80B, có tên gọi chính thức là T-80BK. Phiên bản xe tăng chỉ huy được tích hợp thêm hệ thống định vị mặt đất ăngten chỉ huy. T-80B trở thành dòng xe tăng thông dụng nhất trong các dòng T-80, và là phiên bản đầu tiên được quyết định trang bị cho các lực lượng Xô viết đóng tại Đông Đức (GSFG) năm 1981. NATO lần đầu tiên thấy T-80B tiến vào lãnh thổ nước Đức tháng 4 năm 1983 gần Halle, là xe của Trung đoàn Xe tăng số 29 thuộc Sư đoàn Xe tăng số 9, Tập đoàn quân Xe tăng Cận vệ số 1 và các đơn vị của Tập đoàn quân Xe tăng Cận vệ số 8 vào năm 1984. Năm 1985, mỗi sư đoàn của Tập đoàn quân Xe tăng Cận vệ số 1 và số 8 nhận thêm một ít T-80B. Theo tài liệu giải mật của Hiệp ước Các Lực lượng vũ trang thông thường ở châu Âu tháng 11 năm 1990, có 3.518 chiếc T-80B và 217 chiếc T-80BK chỉ huy phục vụ phía Tây dãy Ural, 217 T-80BK chỉ huy, cộng thêm 617 xe được nâng cấp lên chuẩn T-80BV, tổng cộng có khoảng 4.352 xe, chiếm 90% toàn số lượng T-80. Có rất ít T-80 đóng ở phía Đông dãy Ural, ngoại trừ số lượng nằm tại Omsk trong các kho dự trữ và các trường tập lái.

### T-80BV (Obyekt 219RV) (1985)

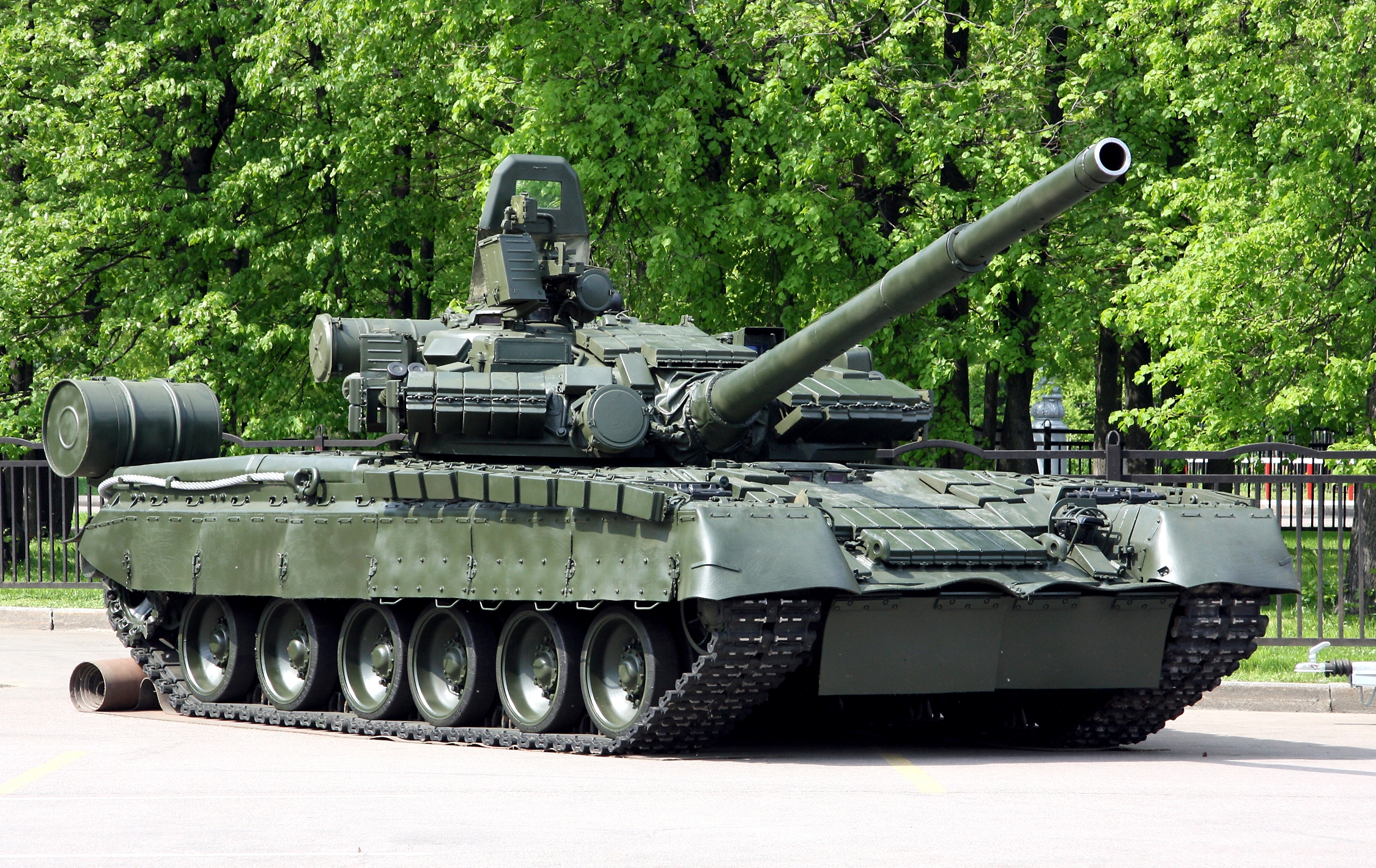
T-80BV

Trong suốt cuộc chiến tại Liban năm 1982, lần đầu tiên trong lịch sử Israel sử dụng giáp phản ứng nổ (ERA) trên xe tăng chủ lực. Thế hệ ERA đầu tiên được thiết kế để vô hiệu hóa đầu đạn nổ lõm. Đầu đạn nổ lõm khác đầu đạn thông thường ở chỗ, nó định hình thuốc nổ trong một hình chóp nón trước đầu đạn. Khi đầu đạn chạm nổ, khối thuốc nổ sẽ phá vỡ chóp nón kim loại, tạo một thành luồng nổ hình mũi tên có hạt lõi thép bên trong, đâm xuyên qua các lớp giáp thép thông thường. Viên gạch ERA là gồm một hộp kim loại đặt tại những vị trí dễ bị trúng đạn nhất của xe như: mặt trước thân xe, mặt trước tháp pháo và nửa trước hông xe. Nhân bên trong bao gồm thuốc nổ dẻo và các miếng thép. Khi đầu đạn HEAT chạm vào ERA, thuốc nổ dẻo bên trong phát nổ, đưa các miếng thép ra trước luồng xuyên của đầu đạn lõm, làm giảm ảnh hưởng của đầu đạn. Học viện nghiên cứu NII Stali đã phát triển loại giáp này từ thập niên 1960 nhưng nó không được ưa chuộng và không được sử dụng.
Sự xuất hiện của loại Blazer ERA của Israel năm 1982 đã làm Quân đội Liên Xô chú ý và quyết định trang bị nó cho các xe tăng chủ lực của nước này. Đặc biệt là lực lượng đồn trú tại Đông Đức (GSFG). Loại giáp ERA do NII Stali phát triển được đặt tên là "Kontakt-1" (tiếng Nga: Контакт-1) và được trang bị loại thuốc nổ thế hệ đầu tiên 4S20. NII Stali ước tính giáp Kontakt-1 có thể giảm thiệt hại đến khoảng 86% từ đầu đạn tên lửa 125mm, 58% với đạn HEAT, và 92% với đạn hỏa tiễn chống tăng hạng nhẹ (M72 LAW cỡ 93mm). Kontakt-1 nhẹ hơn Blazer của Israel và được NII Stali nâng hiệu quả cao hơn 15%. Kontakt-1 bắt đầu được trang bị trên xe tăng Liên Xô năm 1983 và được trang bị cho lực lượng đồn trú tại Đông Đức năm 1984.
Năm 1985, Leningrad Kirov bắt đầu sản xuất T-80B với giáp Kontakt-1, đặt tên là T-80BV (Obyekt 219RV), phiên bản xe tăng chỉ huy tên là T-80BVK. Kí tự V được thêm vào để chỉ từ "Nổ" (Vzryvnoy - tiếng Nga: Взрывной). Trong thời gian bảo trì định kì, những chiếc xe cũ được lắp thêm các khối giáp Kontakt-1. Theo tài liệu giải mật của Hiệp ước Các Lực lượng vũ trang thông thường ở châu Âu tháng 11 năm 1990, có khoảng 594 chiếc T-80BV và 23 chiếc T-80BVK phục vụ tại phía Tây dãy Ural, chiếm khoảng 13% số lượng T-80. Xe tăng T-80BV được trang bị cho các sư đoàn ở tuyến đầu, trong đó có các sư đoàn thuộc Tập đoàn quân Phương Bắc đóng tại Ba Lan, gồm sư đoàn Súng trường Cơ Giới Cận Vệ Vitebsk ở Paromenia và Sư đoàn Xe tăng số 20 Zvenigorod đóng tại Silesia. Trong thời bình, giáp Kontakt-1 không được gắn ở diềm hai bên hông xe, mà chỉ được gắn xung quanh tháp pháo.

### T-80A (Obyekt 219A) (1982)
Phát triển từ T-80B. Động cơ GTD-1000M 1.200 mã lực, hệ thống 9K119 điều khiển bắn tên lửa chống tăng 9M119M Refleks, một số chốt trục cho đại liên phòng không NSVT,... T-80A chứa nhiều đạn hơn T-80B (40 viên so với 38 viên). Có một số chi tiết của T-80U tương lai: giáp tốt hơn, hệ thống điều khiển bắn mới, thiết bị ngắm 1G46 của pháo thủ. Vì vậy T-80A nặng hơn 2,8 tấn. Năm 1984 dùng gạch ERA giống T-80BV (nhưng không có thiết bị điều khiển bắn trên nóc tháp pháo).
T-80A obr. 1984 là phiên bản T-80A trang bị giáp phản ứng nổ Kontakt-1. T-80AK là phiên bản xe tăng chỉ huy của T-80A.

### T-80U (Obyekt 219AS) (1986)

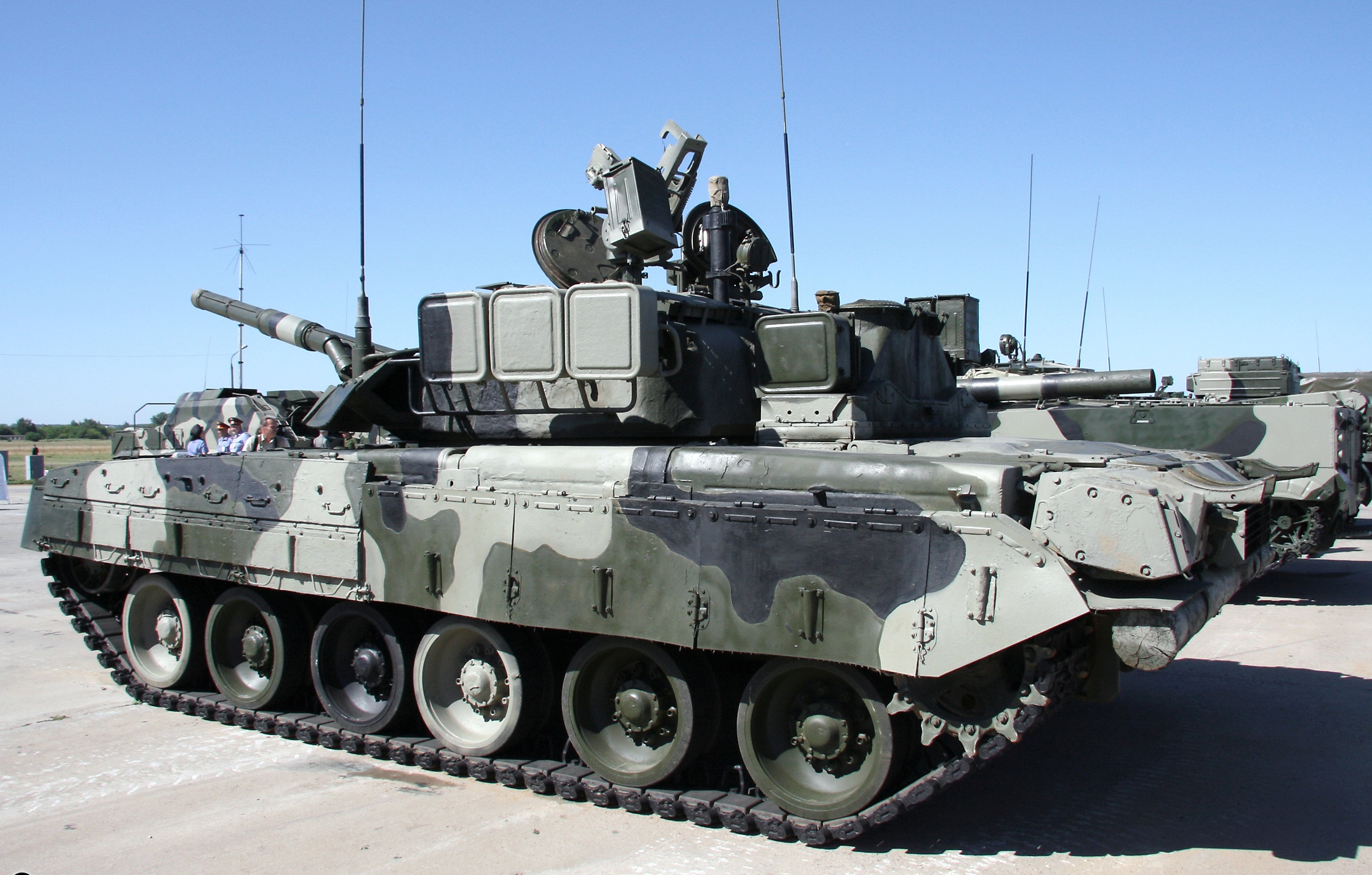
T-80U

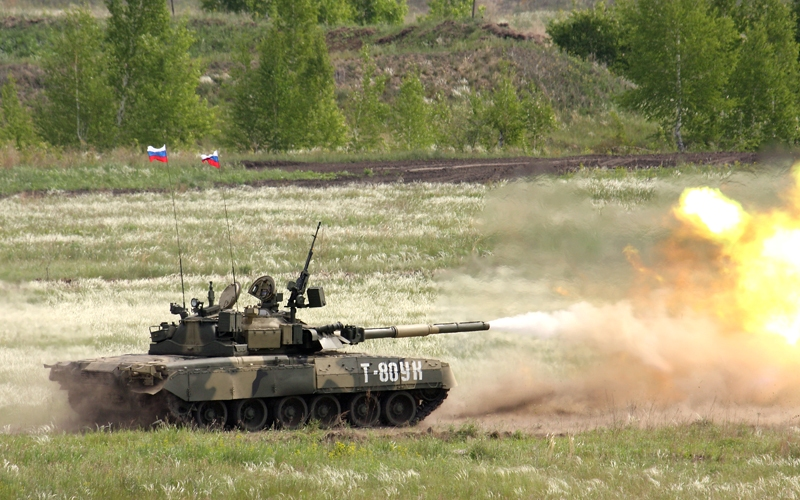
T-80UK

T-80U (Uluschennyy - tiếng Nga: Улучшенный, có nghĩa là "cải tiến") (1986) là bản nâng cấp của T-80A. Trang bị giáp ERA thế hệ 2 có tên là "Kontakt-5" (tiếng Nga: Контакт-5) chống được đạn xuyên giáp động năng (một số bản cũ vẫn dùng Kontakt-1). Thiết bị ngắm 1G46, tháp pháo mới, động cơ GTD-1000F 1.200 mã lực. Hệ thống 9K120 điều khiển được tên lửa 9M119M Refleks và 9M119 Svir. Đại liên phòng không NSVT được điều khiển từ xa trong tháp pháo giống như T-64. Kênh tăng cường hình ảnh thay cho đèn hồng ngoại ở nóc tháp pháo dành cho xa trưởng. Thiết bị chỉ định laser đặt ở nóc xe, phía trước chỗ của xa trưởng và nằm trong một cái hộp bảo vệ hình chữ nhật. Nó phóng ra một chùm laser đã được điều chỉnh. Váy bảo vệ hông được bọc giáp ở phần che phủ 3 bánh trước và có tay cầm để nhấc lên. Váy trước có giáp chống sóng radar. Các núm cao su ở trước xe chống lại mìn (loại có ngòi nổ tay đòn nghiêng tilt-rod fuse) và đạn HEAT. Nóc tháp pháo có thêm lớp bảo vệ. Ghế lái xe được treo lên nóc để tránh mìn. Hai cụm ống xả khói mù 81 ly 902B Tucha nằm hai bên tháp pháo. Có những họa tiết ngụy trang. Năm 1992, xe được lắp đặt thêm ống thông hơi "Brod-M" và động cơ turbine khí mới GTD-1250D.
Phiên bản xe tăng chỉ huy T-80UK có thêm khả năng chỉ huy và kiểm soát trên chiến trường và có đường liên lạc lên cấp chỉ huy cao hơn. Nó tương tự như T-80U nhưng có một số tính năng phụ trợ. Nó được lắp đặt hệ thống phòng vệ mềm Shtora-1 cùng loại được lắp cho xe tăng T-90. Shtora-1 do Elektronintorg của Nga sản xuất. Hệ thống này gồm máy nhiễu âm hồng ngoại, hệ thống cảnh báo laser, hệ thống vô hiệu hoá lựu đạn và một hệ thống kiểm soát bắn computer. Tầm hoạt động 200m. Xe có một ăngten tích hợp lưỡng cực đối xứng dùng được cho thông tin trên cả băng tần UHF và HF. Ăngten này có tầm hoạt động tốt hơn khi xe đứng yên – lên tới 40 km cho sóng vô tuyến R-163-50U và 350 km cho sóng vô tuyến R-163-50K. Một máy phát điện chạy bằng benzene AB-1-P28 1 kW cung cấp năng lượng cho hệ thống thông tin khi xe đứng yên. T-80UK cũng có một hệ thống kiểm soát bắn hiện đại, nạp đạn tự động, bảo vệ tháp pháo ERA gắn liền và hỗ trợ lội nước TNA-4-3.

### T-80 cải tiến thời kỳ hậuXô viết
- T-80UM (Obyekt 219AS-M): Phiên bản hiện đại hóa của Nga năm 1995. Có hệ thống điều khiển bắn mới đối với tên lửa chống tăng 9M119M Refleks, thiết bị nhìn hồng ngoại "Agava-M1" (cũng có thể dùng "Agava-2" hoặc "Buran-R"), tháo bỏ đèn hồng ngoại L-4 "Luna".
  - T-80UM-1 "Bars" (tiếng Nga: "Барс" - Báo tuyết): Mẫu thử nghiệm năm 1997 với hệ thống phòng thủ chủ động ARENA (Zaloga 2000:4).
  - T-80UM-2: Mẫu thử nghiệm năm 1997 với hệ thống phòng thủ chủ động Drozd-2 (Zaloga 2000:4).T-80UM-1

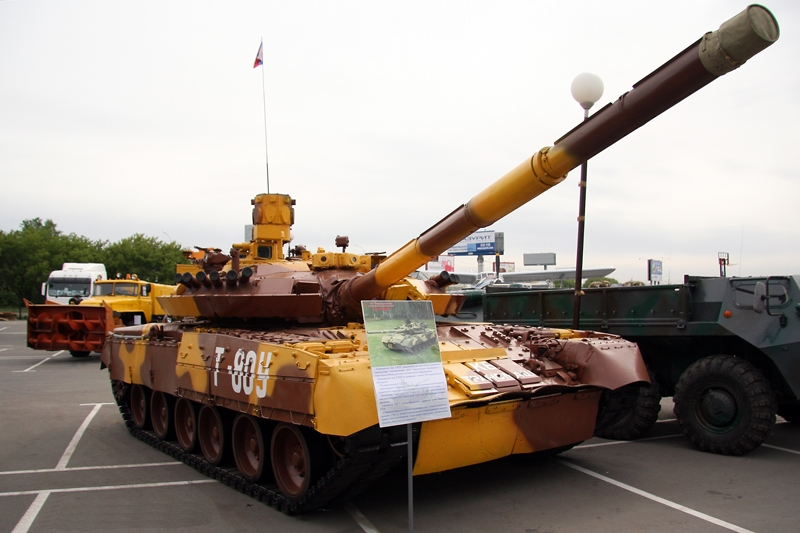
T-80UM-1

- Xe tăng Black Eagle (Obyekt 640): Một loạt các nguyên mẫu trình diễn của Nga với tháp pháo mới bao gồm khoang tổ lái và khoang chứa đạn riêng biệt, hệ thống nạp đạn tự động mới, giáp phản ứng nổ "Kaktus" (tiếng Nga: Кактус, có nghĩa là "cây xương rồng"), hệ thống ngắm mục tiêu cải tiến (không được tiết lộ chi tiết). 6-7 chiếc đã được chế tạo. Không được sản xuất do thiếu kinh phí.Hình vẽ mô phỏng xe tăng T-80UM2 Black Eagle (Obyekt 640)

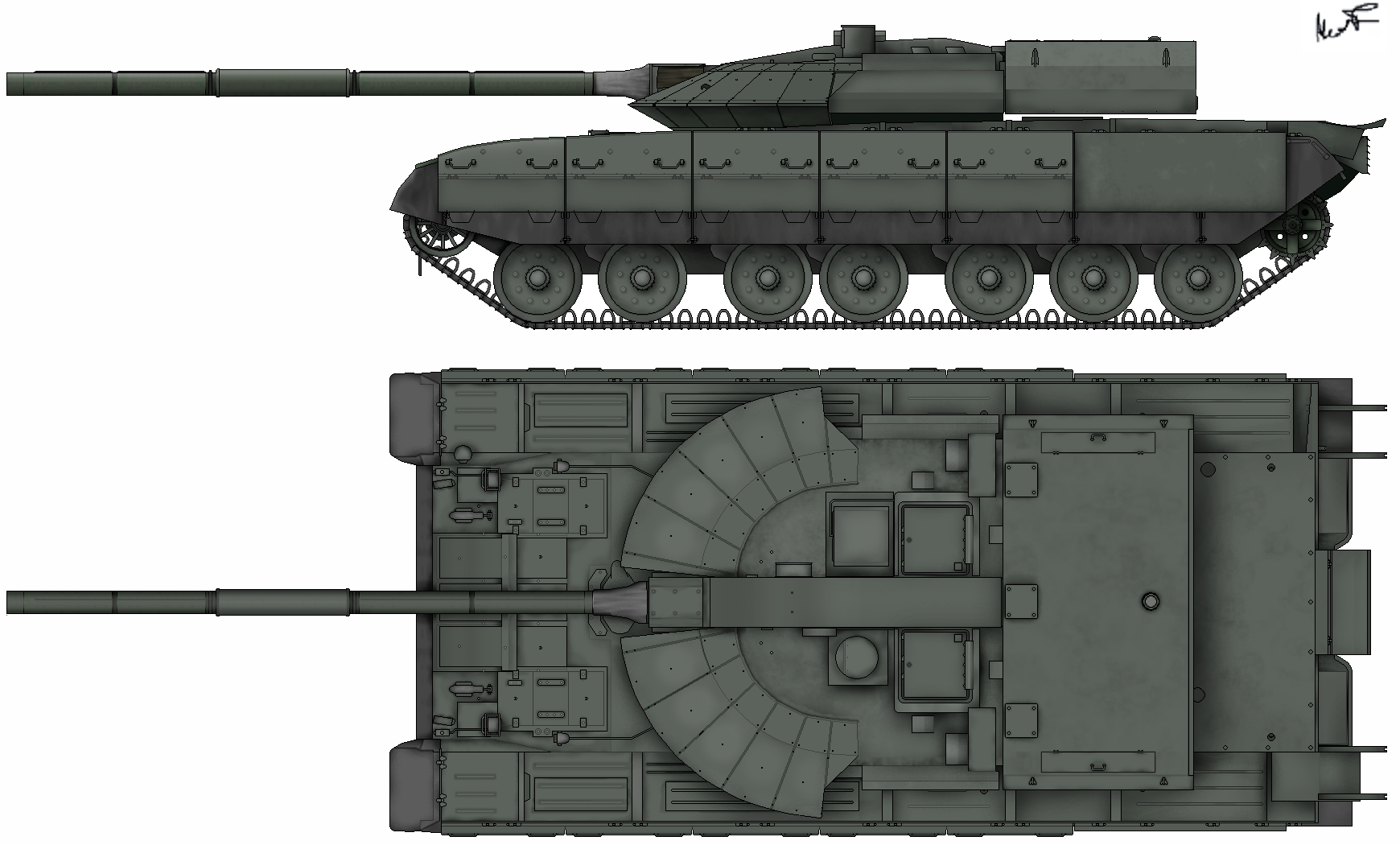
Hình vẽ mô phỏng xe tăng T-80UM2 Black Eagle (Obyekt 640)

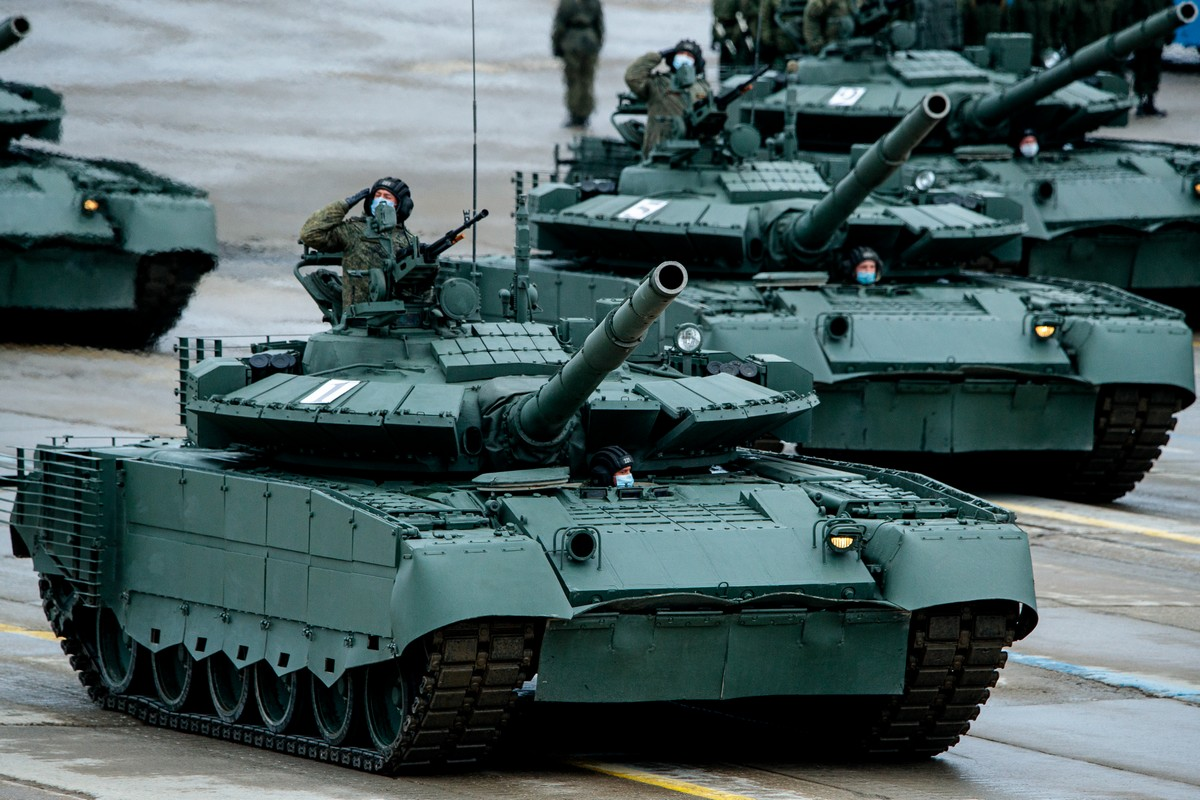
T-80BVM, biến thể hiện đại nhất của dòng tăng chủ lực T-80, ra mắt năm 2017

- T-80BVM, biến thể hiện đại nhất của dòng tăng chủ lực T-80, ra mắt năm 2017T-80BVM: Phiên bản hiện đại hóa sâu của Nga, được giới thiệu vào năm 2017. Trang bị giáp phản ứng nổ thế hệ 3 có tên là "Relikt" (tiếng Nga: Реликт), hệ thống điều khiển hỏa lực hiện đại Kalina (giống như trên T-72B3M và T-90M "Proryv-3"), nâng cấp lớn các hệ thống khác nhau. Nga có kế hoạch nâng cấp và hiện đại hóa 3.000 chiếc T-80 trong kho lên phiên bản này.
- T-80UD "Beryoza" (Ob'yekt 478B) (1985): Mẫu T-80 của Ukraine với động cơ diesel 6TD 1.006 mã lực (750 kW). Dùng gạch ERA Kontakt-1 hoặc Kontakt-5.
  - T-84 (1994): Xem T-84.